# Tanques da China

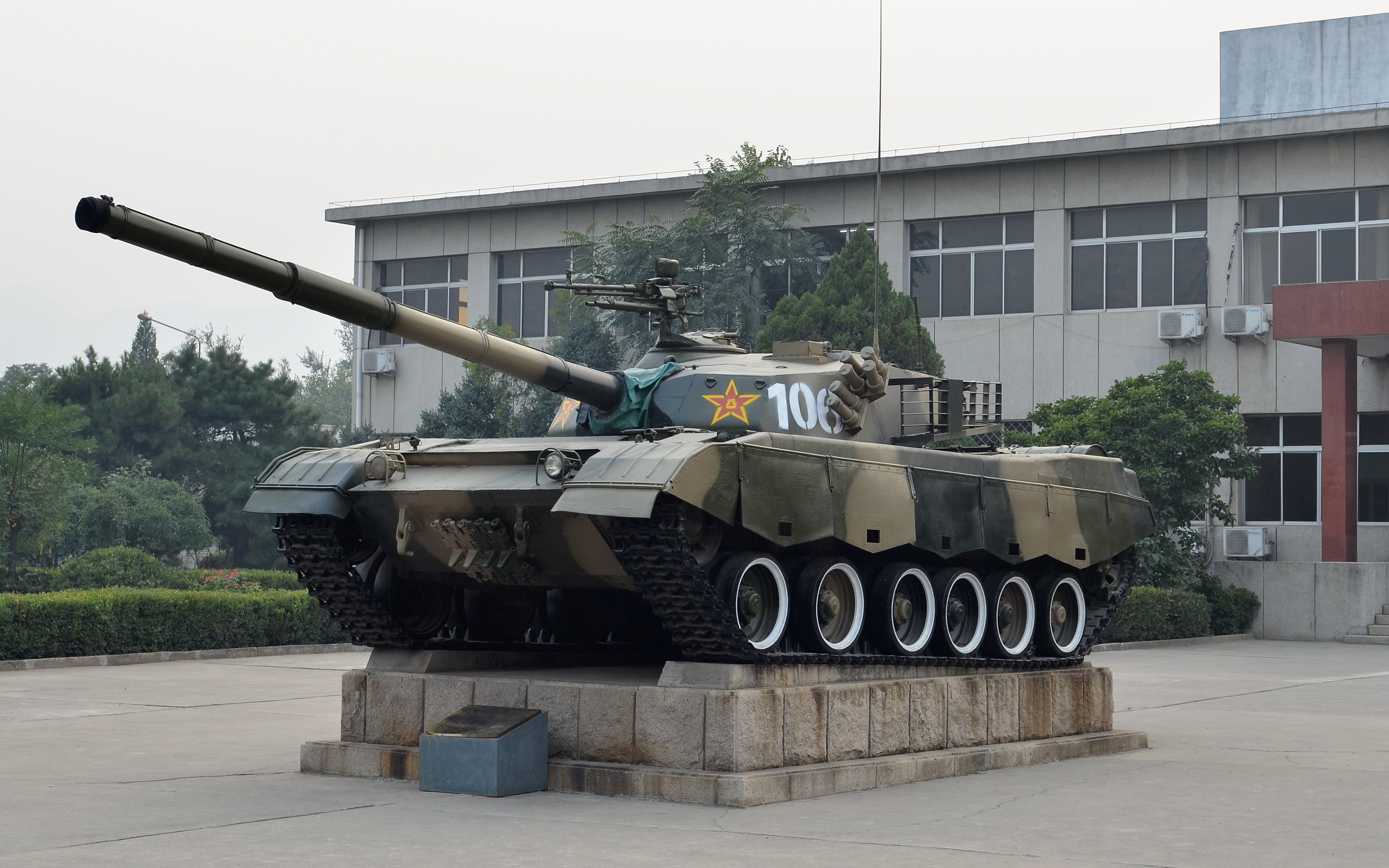
Tanque chinês ZTZ-96 no Museu Militar da Revolução Popular da China..

Este artigo sobre tanques militares trata da história dos tanques empregados por várias forças militares pertencentes ao Kuomintang e ao Partido Comunista Chinês (PCC) na China. Desde a primeira metade do século XX, os tanques foram inicialmente obtidos de outros países; eventualmente, os tanques chineses projetados de forma indígena começaram a ser fabricados e usados durante a Guerra Fria e na era moderna.

## Visão geral
Os primeiros tanques e carros blindados nas mãos dos chineses eram quaisquer importações que pudessem adquirir e alguns veículos blindados que eles fabricavam ad hoc, já que a China tinha poucas fábricas e uma fraca base industrial para construí-los. Os senhores da guerra montaram seus próprios exércitos e compraram todos os tanques e armas que puderam. A padronização era funcionalmente inexistente. O uso de tanques junto com a artilharia no exército chinês era geralmente em um ou dois, e eram geralmente acumulados para aumentar o poder e o prestígio de um comandante, governador ou senhor da guerra (os dois últimos eram frequentemente a mesma pessoa). O treinamento das forças blindadas junto com as equipes de artilharia era superficial e rudimentar, e havia muito pouco entendimento de tiro indireto, pontaria e observação, fogo e movimento, fogo de contra-bateria e fogo de barragem. O uso chinês de veículos de combate blindados antes de 1943 sofria de muitos dos mesmos problemas da artilharia, e a maior parte do pequeno estoque de veículos da China foi rapidamente perdido em combate ou simplesmente quebrado devido à falta de manutenção e peças sobressalentes. Blindados não eram usados em massa para o choque, mas em grupos pequenos exclusivamente em um papel de apoio à infantaria; a luta de tanque contra tanque com os japoneses nunca foi contemplada e nunca tentada. Durante toda a Guerra Sino-Japonesa de 1937 a 1945, não houve um único grande confronto tanque contra tanque entre blindados chineses e japoneses.

## Desenvolvimentos políticos influenciando as forças blindadas chinesas

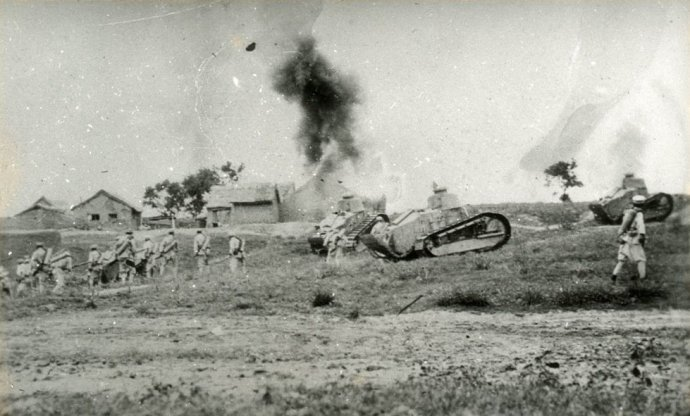
Tanques Renault FT do Exército Fengtian, c. 1928.

Após o declínio e derrubada da Dinastia Qing após a Revolução de Xinhai, a China ficou sem qualquer autoridade central geralmente reconhecida e o exército rapidamente se fragmentou em forças de senhores da guerra combatentes, nominalmente o Exército de Beiyang, mas na verdade lutando entre si. Esses exércitos de senhores da guerra teriam seus próprios fornecedores e eram equipados com material sem padronização, diferindo muito de região para região, e até mesmo com calibres diferentes dentro das mesmas subunidades. Os mais fortes desses senhores da guerra eram Wu Peifu, "O Marechal de Jade", e Zhang Zuolin, "O Tigre do Norte". O primeiro importou meias-lagartas franceses Citroën-Kégresse, enquanto o segundo adquiriu tanques Renault FT e Schneider. O Tigre do Norte também foi o primeiro a obter trens blindados dos derrotados exércitos da Rússia Branca na Sibéria após a queda de Vladivostok em 1922; com outros trens sendo construídos localmente sob supervisão russa.

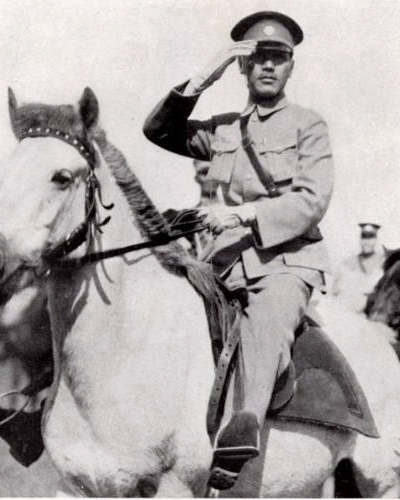
Chiang Kai-shek, Comandante-em-Chefe do Exército Revolucionário Nacional, emergiu da Expedição do Norte como líder da China.

Conselheiros estrangeiros eram comuns, com conselheiros japoneses e russos sendo empregados por muitos senhores da guerra. Os russos incluíam russos brancos renegados, veteranos experientes da Guerra Civil Russa; eles ocupavam principalmente posições técnicas, como artilharia e trens blindados - o último um recurso fundamental nas vastas distâncias sem estradas da China. O senhor da guerra Zhang Zongchang, "O General Carne-de-Cachorro", foi um dos principais empregadores dos russos brancos, com cerca de 3.000 "Guardas Brancos" sob o comando dos irmãos Menshikov. Os trens blindados destinavam-se ao uso ofensivo e podiam transportar tropas, armas e suprimentos; com eles sendo considerados tão valiosos na campanha de 1927–1928, que tripulações de trem capturadas ou rendidas foram fuziladas na hora.

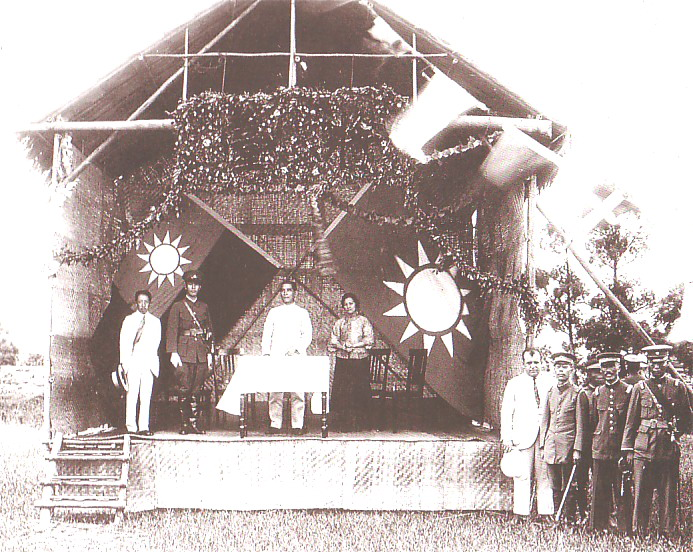
Sun Yat-sen (meio) e Chiang Kai-shek (no palco de uniforme) na fundação da Academia Militar de Whampoa em 1924.

Sun Yat-sen, o primeiro presidente provisório da China, e seu protegido Chiang Kai-shek tentaram colocar os senhores da guerra sob controle para estabelecer a ordem em toda a nação; para isso, Sun Yat-sen fundou o Kuomintang ("Partido Popular Nacional Chinês"). No início da década de 1920, esse exército revolucionário era apenas mais um exército de senhores da guerra, pequeno e muito mal equipado, mesmo para os padrões dos senhores da guerra. Por ser do sul, do Cantão, ficava tipicamente na "parte inferior" dos exércitos dos senhores da guerra e, portanto, tinha uma reputação militar má. Isso começou a mudar quando uma missão consultiva militar soviética foi estabelecida no final de 1923. Em 1924, Sun Yat-sen criou a Academia Militar de Whampoa para treinar e doutrinar cadetes como os líderes que levariam a luta aos senhores da guerra. O extremamente mal equipado Exército Nacional Revolucionário (ENR) começou a receber grandes quantidades de material soviético de 1924 a 1926, quando se sentiu pronto para enfrentar a coalizão de senhores da guerra do governo de Beiyang, o Exército Nacional de Pacificação (ENP). Chiang Kai-shek assumiu o lugar de Sun à frente do partido quando este morreu em 1925 e liderou a Expedição do Norte (1926-1928) para unificar o país, tornando-se o líder geral da China.

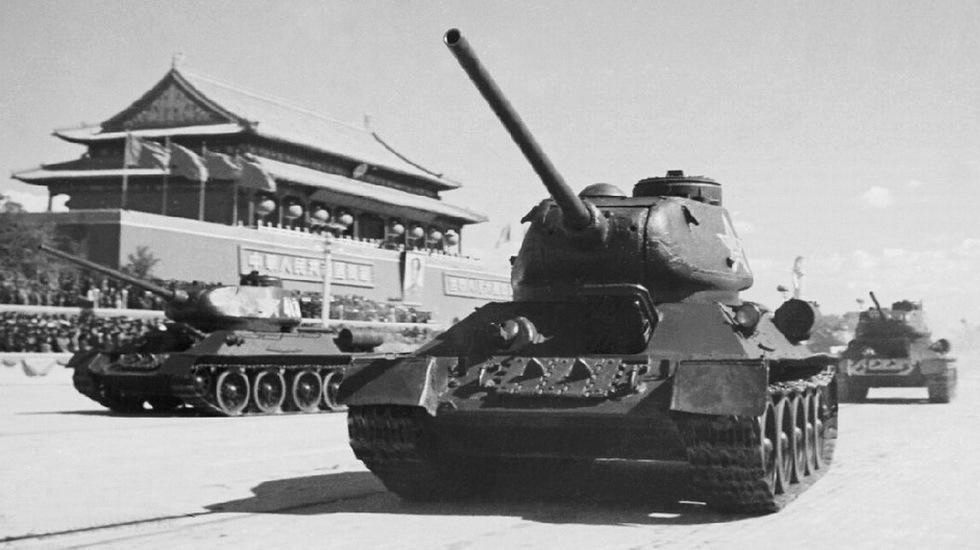
Tanques T-34/85 do Exército Popular de Libertação desfilando na Praça Tiananmen no desfile do Dia Nacional da China, em 1º de outubro de 1950.

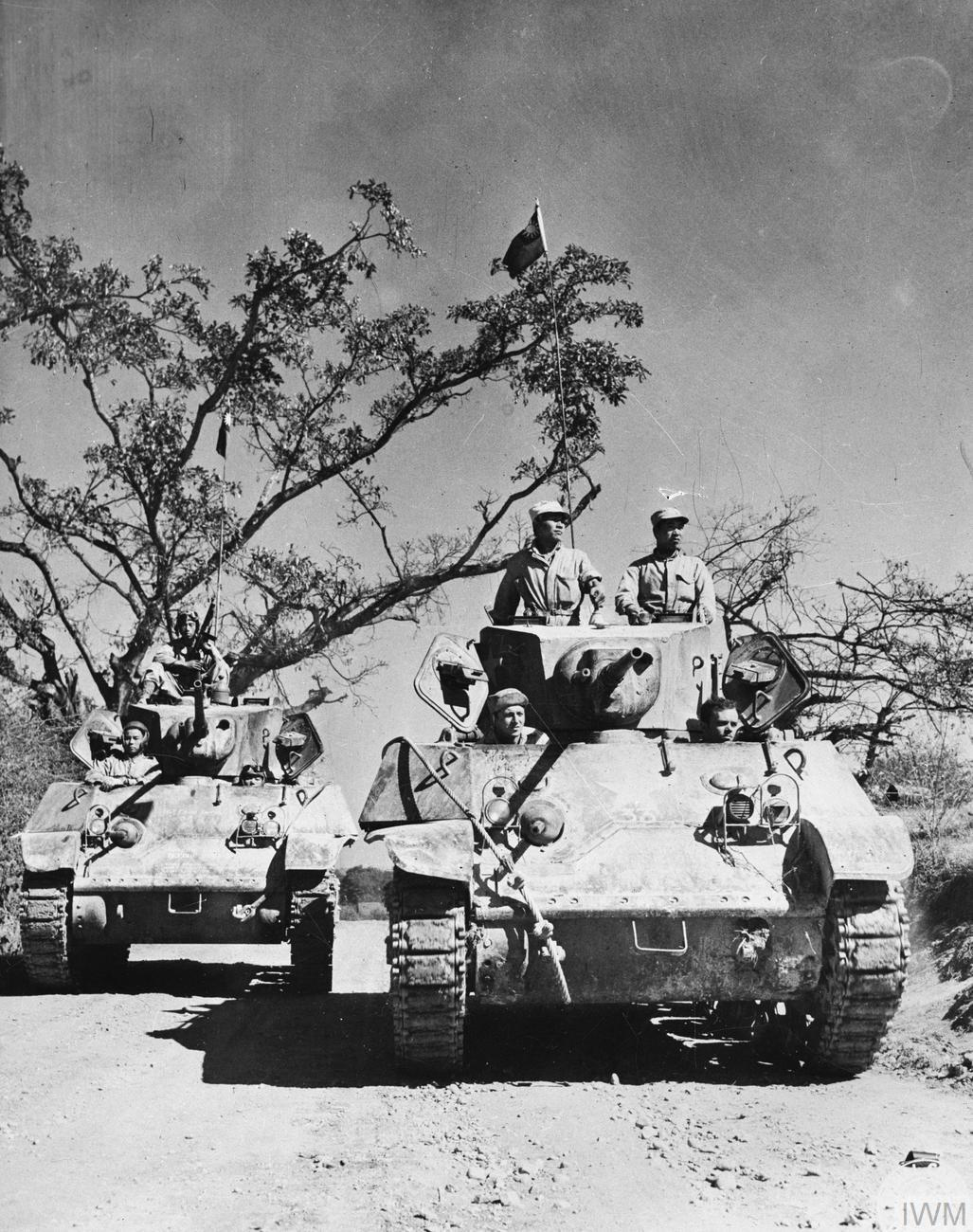
Exército da República da China operando o M3 Stuart na Estrada de Ledo.

A Alemanha de Weimar iniciou uma cooperação militar com o ENR em 1926, que duraria até 1941. Essa cooperação se intensificou com a tomada nazista da Alemanha em 1933 e terminaria em 1941 quando, em julho, Hitler reconheceu oficialmente o governo fantoche de Wang Jingwei em Nanquim. Antes disso, o Japão pediu à Alemanha que retirasse seus conselheiros militares em 1938. Esta missão militar alemã, sob o comando de Hans von Seeckt de 1933 a 1935, forneceu armas portáteis, artilharia, carros blindados e tanques leves Panzer I para o ENR. A força blindada do ENR foi organizada em três batalhões blindados, com o primeiro e o 2º batalhões com 29 tanques anfíbios Vickers-Carden Loyd cada, com 20 tanques Vickers de 6 toneladas distribuídos entre o 1º e o 2º batalhões. Além disso, 29 tankettes Carden Loyd Mark VI serviram no 2º batalhão. O terceiro batalhão tinha 15 Panzer I Ausf. A, comprados em 1936, 20 tankettes italianos CV-35 e 15 Leichter Panzerspähwagen (a maioria SdKfz 222, dois SdKfz 221, com pelo menos um SdKfz 260).

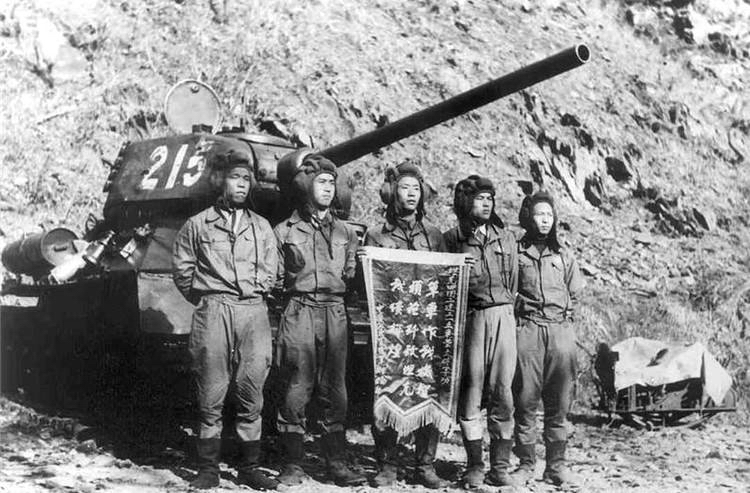
Tanque chinês T-34/85 e tripulação durante a Guerra da Coréia, 1952.

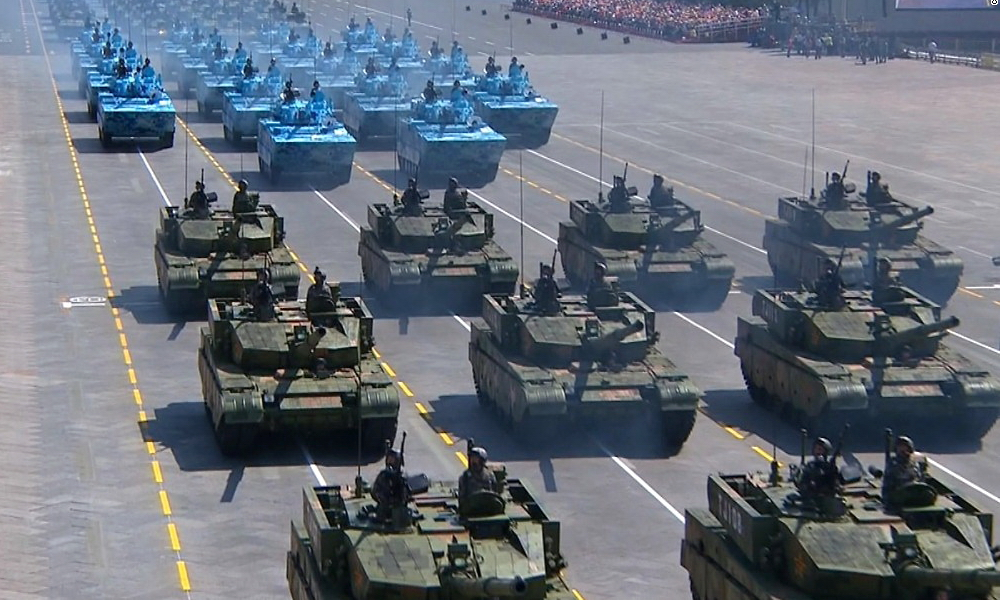
Tanques Tipo 99A no Desfile do Dia da Vitória na China de 2015.

No decorrer de 1937, os três batalhões de tanques do ENR foram aniquilados pelos japoneses, com os remanescentes sendo reagrupados na nova 200ª Divisão, que foi reforçada com tanques leves soviéticos T-26. Criada em 1938, esta unidade sobreviveria até 1949 através de diversas reorganizações. A partir de 1941 os nacionalistas chineses confiariam cada vez mais nos Estados Unidos, recebendo grandes quantidades de tanques leves M3 e M5 Stuart e tanques médios M4 Sherman. Após a rendição japonesa em 1945, o ENR e o Partido Comunista Chinês (PCC) travaram uma luta pelo poder pelo controle da China. Ambos os lados usaram tanques japoneses capturados e tanques fornecidos pelos EUA, principalmente tanques leves Stuart. O líder dos comunistas, Mao Tsé-tung, estabeleceu a República Popular da China (RPC) na China continental em 1949, com Chiang Kai-shek e os nacionalistas fugindo para a Ilha de Formosa, atual República da China (ROC). Em 1º de outubro de 1949, o Exército Popular de Libertação (EPL) do PCC realizou um grande desfile na capital Pequim, com desfiles menores em outras grandes cidades, com os tanques sendo uma mistura de tanques japoneses capturados pelo ENR e depois capturados pelo EPL, tanques americanos fornecidos ao ENR através do Lend-Lease e capturados pelo EPL, e T-26 soviéticos fornecidos pela União Soviética ao EPL.
Em outubro de 1950, Mao tomou a decisão de enviar o Exército Popular Voluntário à Coréia contra as forças das Nações Unidas lideradas pelos Estados Unidos na Guerra da Coréia; os exércitos chineses que lutavam lá estavam equipados com armas pesadas de fabricação soviética, incluindo tanques T-34. Durante o início dos anos 1950, a China começou a produzir cópias do tanque soviético T-34 e estabeleceu suas próprias fábricas para construir projetos aprimorados (predominantemente cópias de projetos soviéticos) até os tanques chineses atuais e contemporâneos que carregam suas próprias influências domésticas.

## História

### Pós-Primeira Guerra Mundial

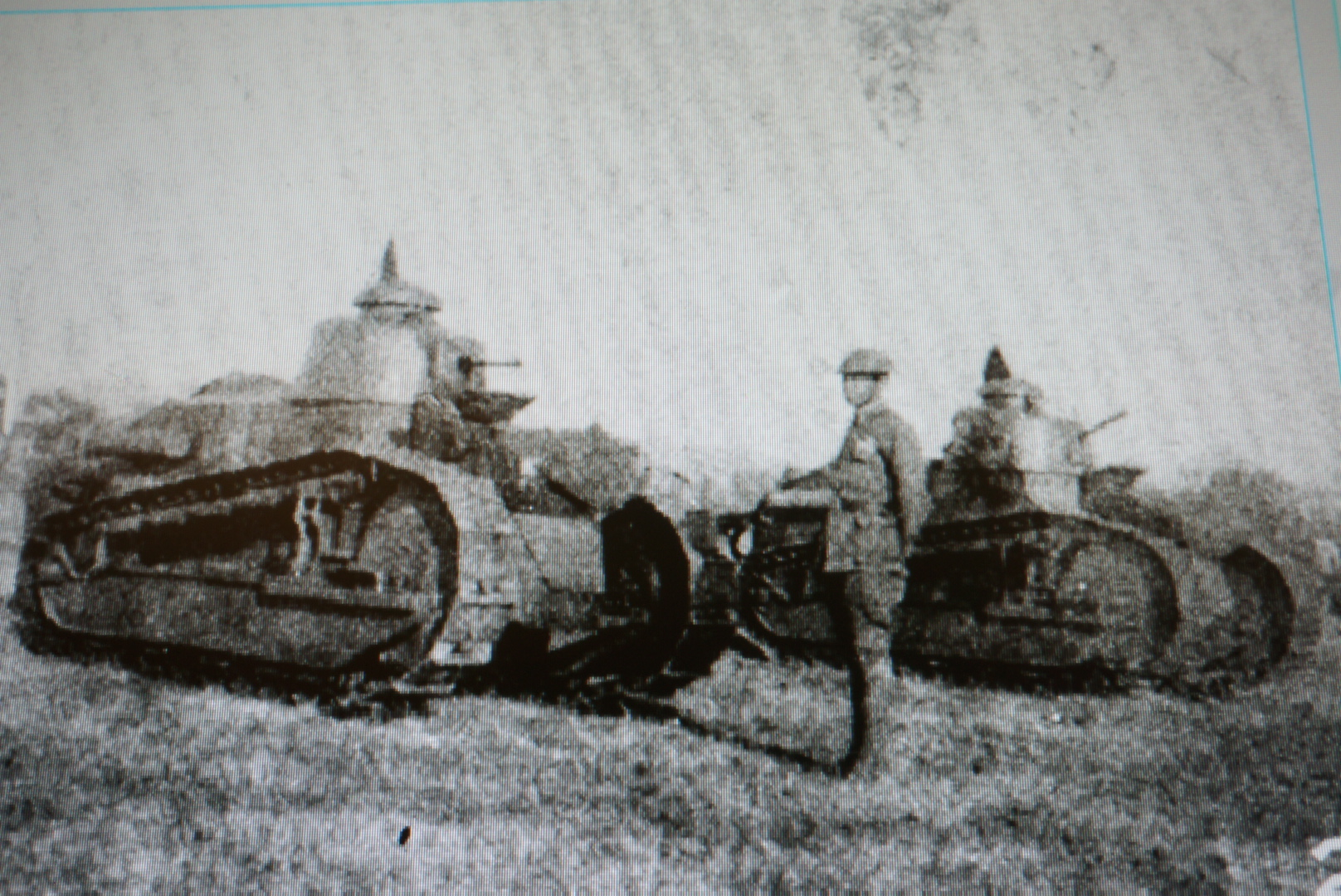
FT chinês da camarilha de Fengtian.

O senhor da guerra chinês Zhang Zuolin introduziu tanques na China. A França despachou um pequeno contingente de tanques Renault FT para Vladivostok em 1919, durante a intervenção conjunta dos Aliados que começou em agosto de 1918, com os tanques sendo posteriormente adquiridos pelo Exército da Manchúria sob o comando de Zhang Zuolin.

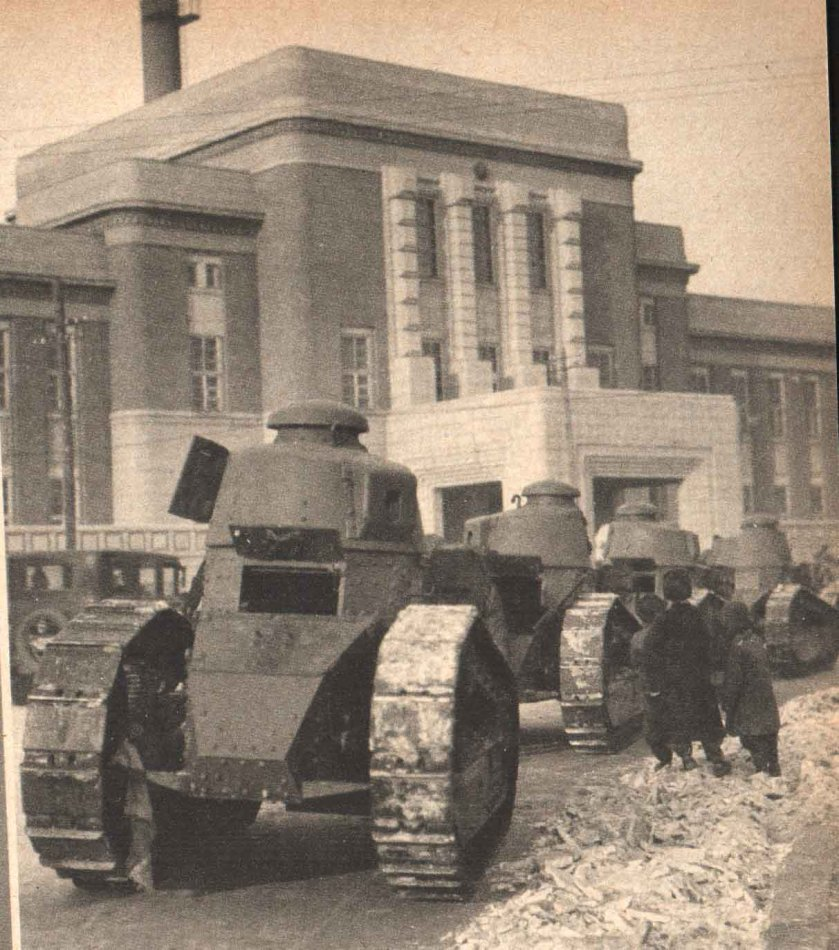
Tanques FT-17 capturados pelos japoneses após o Incidente de 18 de setembro, 19 de setembro de 1931.

Surpreendido durante a Expedição do Norte pelo Exército Nacional Revolucionário de Chiang Kai-shek, ele comprou vários tanques Renault FT armados com canhões de 37mm da França em 1927. No entanto, em 1929, os FT estavam sob o comando dos nacionalistas chineses e nominalmente ligados à 1ª Brigada de Cavalaria do Exército Nacional Revolucionário Chinês (ENR) que, em 1930, havia adquirido 36 carros FT. No entanto, o exército japonês apreendeu quase todos os FT chineses/manchurianos em 1931, quando ocuparam a Manchúria. Os tanques capturados pelo exército japonês foram empregados no Exército de Kwantung e posteriormente usados durante o Incidente de Mukden.
Em 1929, 24 dos tankettes britânicos Mk VI Carden Loyd foram comprados pelos nacionalistas chineses.

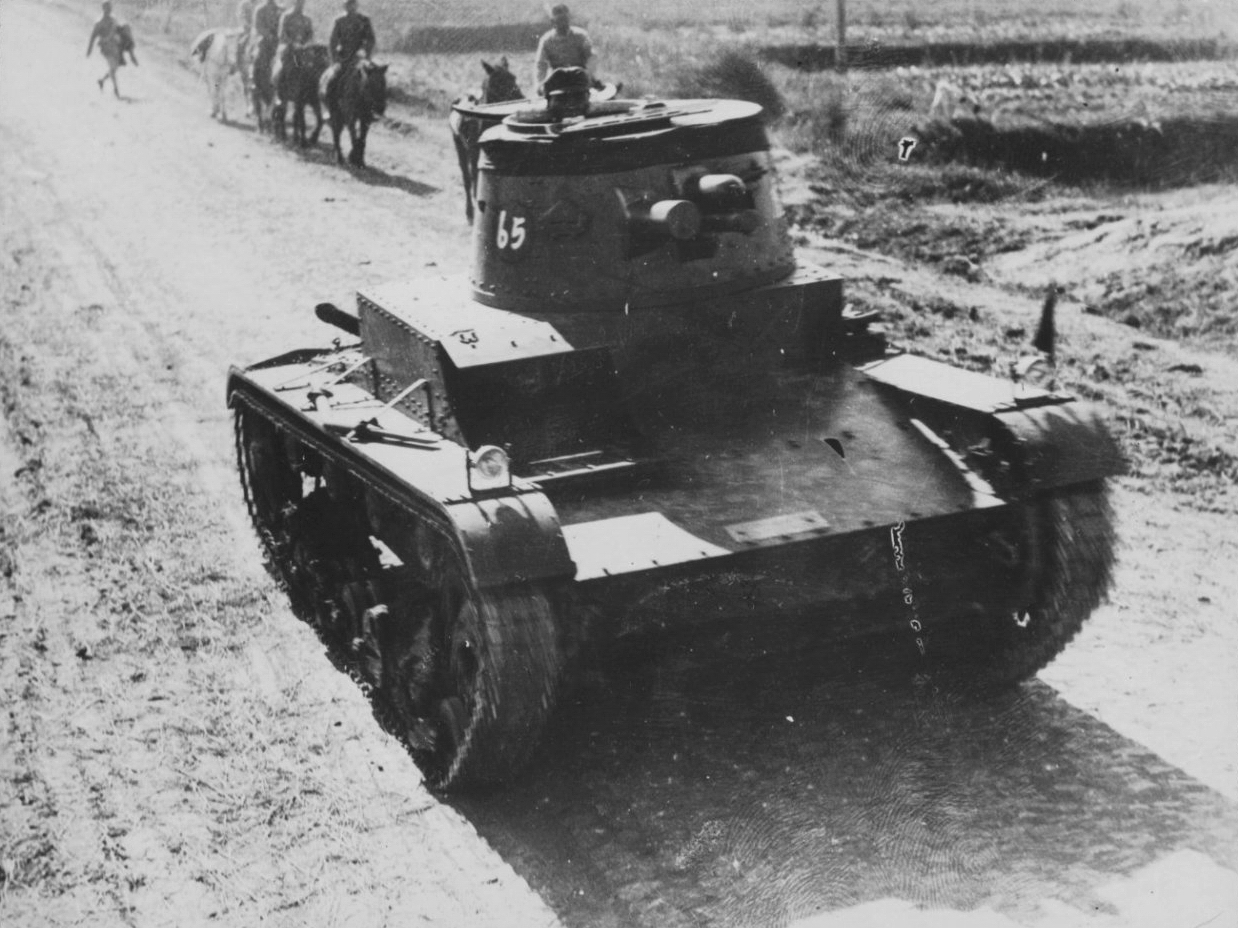
Tanque Vickers Mark E de 6 toneladas.

Influenciado pelo desempenho dos tanques japoneses durante a Primeira Batalha de Xangai, o governo nacionalista chinês iniciou a mecanização do exército em 1933, com os 24 tankettes britânicos Carden Loyd Mk VI. Mais tarde, eles compraram 20 tanques Vickers de 6 toneladas entre 1934 e 1936, que foram usados em combate contra os japoneses na Batalha de Xangai em 1937. Eles também compraram 29 tanques anfíbios Vickers, que foram desenvolvidos em 1932, mas que não foram usados no Reino Unido.

A cooperação sino-alemã, que começou entre a Alemanha e a China desde antes da Primeira Guerra Mundial, foi fundamental para modernizar a indústria e as forças armadas da República da China, por isso era natural procurar conselheiros militares alemães para ajudá-los. A urgência chinesa em modernizar as forças armadas e sua indústria de defesa nacional, juntamente com a necessidade da Alemanha de um fornecimento estável de matérias-primas, colocou os dois países no caminho de estreitas relações desde o final dos anos 1920 até o final dos anos 1930.

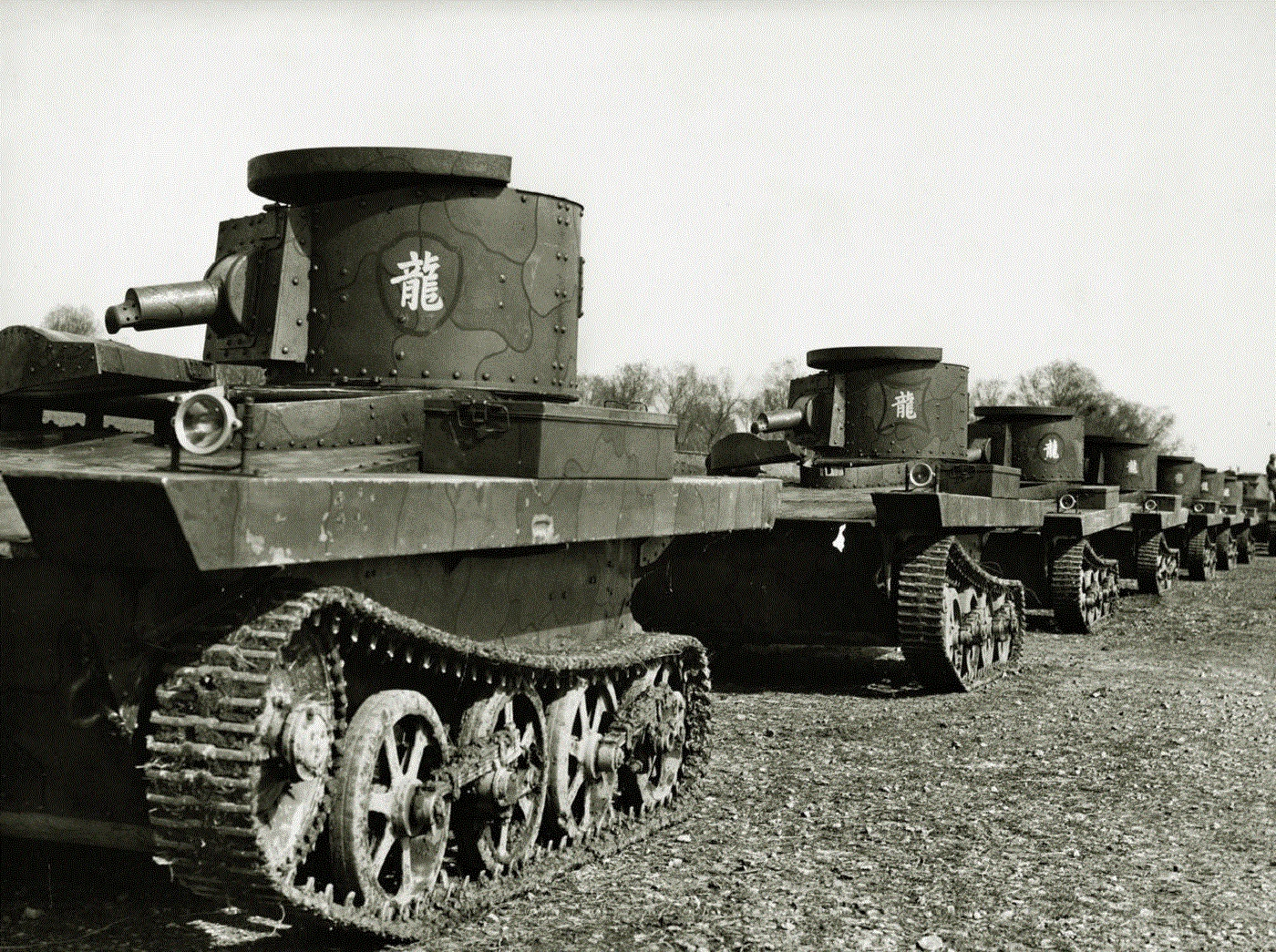
Marcações chinesas em tanques anfíbios leves Vickers-Carden-Loyd.

Em 1927, após a dissolução da Primeira Frente Unida entre os nacionalistas e os comunistas, o governante Kuomintang expurgou seus membros esquerdistas e eliminou em grande parte a influência soviética de suas fileiras, e o general Chiang Kai-shek cortou os laços com os soviéticos. Chiang Kai-shek voltou-se então para a Alemanha, historicamente uma grande potência militar, para a reorganização e modernização do Exército Nacional Revolucionário, e conselheiros alemães começaram a chegar à China. Os nacionalistas contrataram muitos conselheiros militares alemães para ajudá-los na construção da mecanização e treinamento do exército.

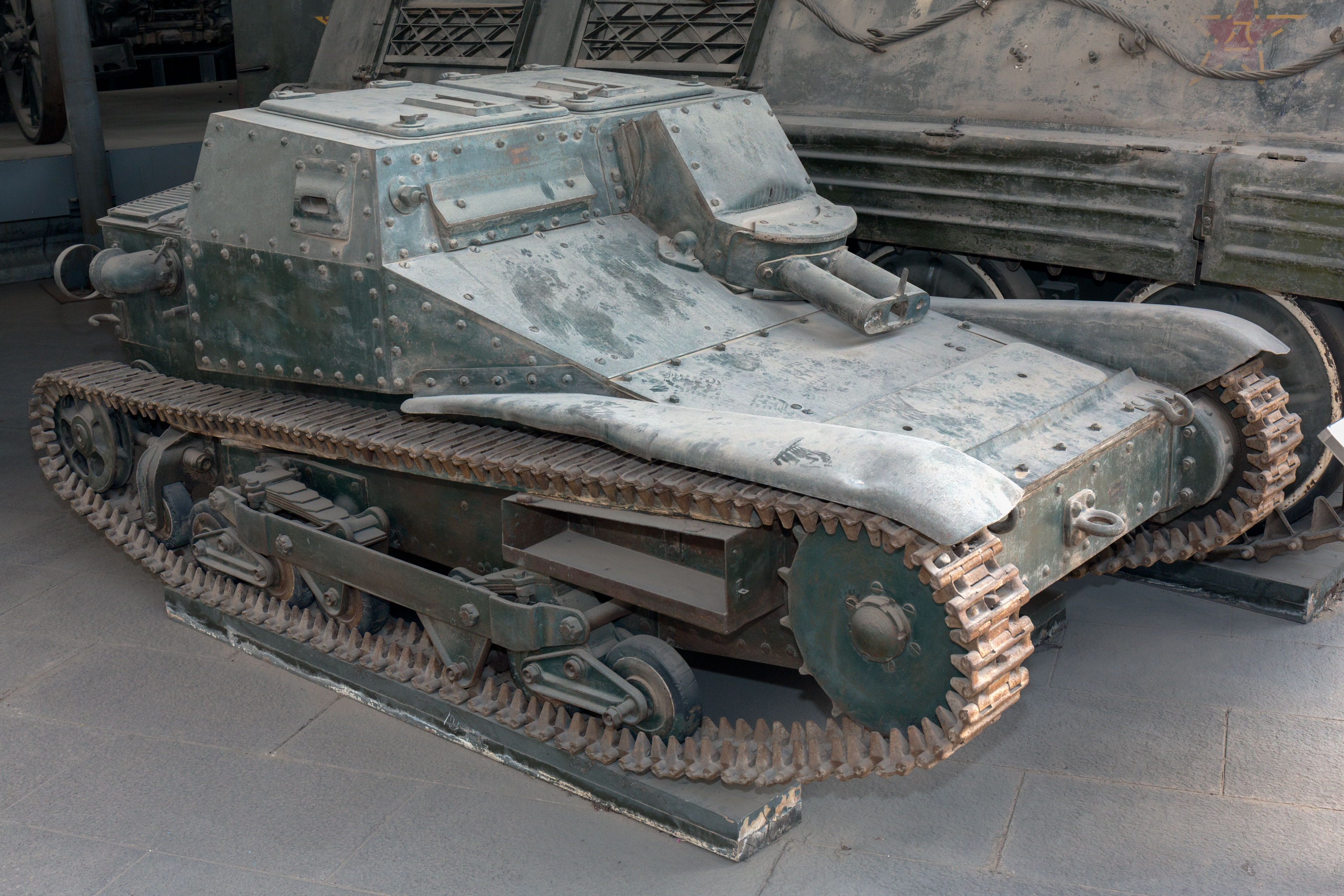
Tanquete de reconhecimento leve CV-35.

Quando Adolf Hitler se tornou chanceler em 1933 e desrespeitou o Tratado de Versalhes, o anticomunista NSDAP e o anticomunista KMT logo se envolveram em estreita cooperação com a Alemanha treinando tropas chinesas e expandindo a infraestrutura chinesa, enquanto a China abria seus mercados e recursos naturais para a Alemanha.
Os conselheiros militares alemães fizeram os nacionalistas comprarem muitas armas européias por meio de uma empresa alemã com a qual os conselheiros alemães cooperaram. Os nacionalistas compraram tankettes italianos CV-35, tanques leves alemães Panzer I Ausf. e tanques britânicos de 12 toneladas. O nome exato do tanque britânico de 12 toneladas é desconhecido. Os nacionalistas compraram 29 tanques anfíbios Vickers Carden Loyd em 1935 e foram organizados no 1º batalhão de tanques. Além disso, 20 dos tanques britânicos Vickers 6-Ton Mk E & F foram comprados pelos nacionalistas e usados nos 1º e 2º batalhões de tanques. Eles também compraram outros projetos britânicos, como o Carden Loyd M1936, tanque leve de dois homens, equipado com equipamento de rádio, em serviço em 1936. Mais 29 dos britânicos VCL Mk VI Carrier foram comprados em 1936 e usados como parte do 2º batalhão de tanques.
Há uma informação de que, na década de 1930, a Polônia vendeu três companhias de Renault FT para a China, mas foi apenas para encobrir sua venda para a Espanha republicana. Também cerca de 6 ou 10 veículos blindados leves Renault UE armados com metralhadoras Browning foram comprados na França. Havia também alguns tankettes italianos Fiat-Ansaldo CV-35 que foram comprados, vinte tankettes CV-35 foram vendidos para a China. Em 1937, 15 Panzer I Ausf. A foram vendidos para a China e que foram usados na Batalha de Nanquim pelo 3º Batalhão Blindado.
Com esses tanques recém-adquiridos, os nacionalistas organizaram três batalhões de tanques em 1936. O 1º Batalhão em Xangai tinha 32 tanques anfíbios Vickers e alguns tanques Vickers de 6 toneladas, e o 2º Batalhão também em Xangai tinha 20 tanques Vickers de 6 toneladas, 4 tanquetes Carden Loyd e porta-aviões. O 3º Batalhão em Nanquim tinha 10 Panzer I Ausf. A,, 20 tankettes CV-35 e alguns carros blindados Sd.Kfz. 221 e 222. Com essas forças blindadas, os nacionalistas agora eram capazes de derrotar a ameaça local das forças comunistas, mas também tinham que enfrentar as forças do exército japonês.

### Conflito sino-japonês - Segunda Guerra Mundial

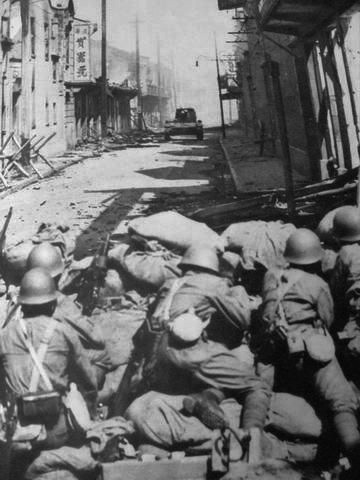
Força terrestre especial da marinha japonesa defendendo-se contra um tanque chinês Vickers de 6 toneladas durante a Batalha de Xangai, 1937.

Com a eclosão da Guerra Sino-Japonesa em julho de 1937, o Exército Nacional Revolucionário (ENR) havia se expandido para 1,7 milhão de homens. No papel, sua ordem de batalha continha 182 divisões de infantaria, 46 brigadas independentes, 9 divisões de cavalaria, 6 brigadas de cavalaria independentes, 4 brigadas de artilharia e 20 regimentos de artilharia independentes. Teoricamente, uma divisão tinha duas brigadas; cada brigada tendo dois regimentos, um batalhão ou regimento de artilharia, um de engenharia, um batalhão de intendência, além de pequenas unidades de apoio, tais como comunicações, médicas e transporte. As dez divisões de elite treinadas pelos alemães tinham uma média de 9.000 a 10.000 homens. As outras divisões eram menores e tinham cerca de 5.000 homens com números variados de unidades de apoio. Brigadas independentes podiam ter em média 4.000 homens e brigadas temporárias 3.000.
Os 1º, 2º e 3º batalhões blindados do ENR participaram da Segunda Batalha de Xangai e da Batalha de Nanquim e foram completamente destruídos pelas forças japonesas, com muitos veículos destruídos ou abandonados e capturados. Os poucos tanques e tankettes chineses não estavam agrupados em grandes números, avançando para a batalha como um punho blindado. Em vez disso, foram dispersos em pequenos grupos para apoio à infantaria. Os tanquistas chineses usariam um uniforme heterogêneo dependendo da origem de seus veículos, principalmente uma mistura de uniformes e equipamentos alemães e italianos. Todos usavam macacões simples de linho, provavelmente fornecidos pela Itália. Os capacetes eram o modelo alemão de 1937 ou o capacete italiano M35, feito de fibra e coberto de couro preto.

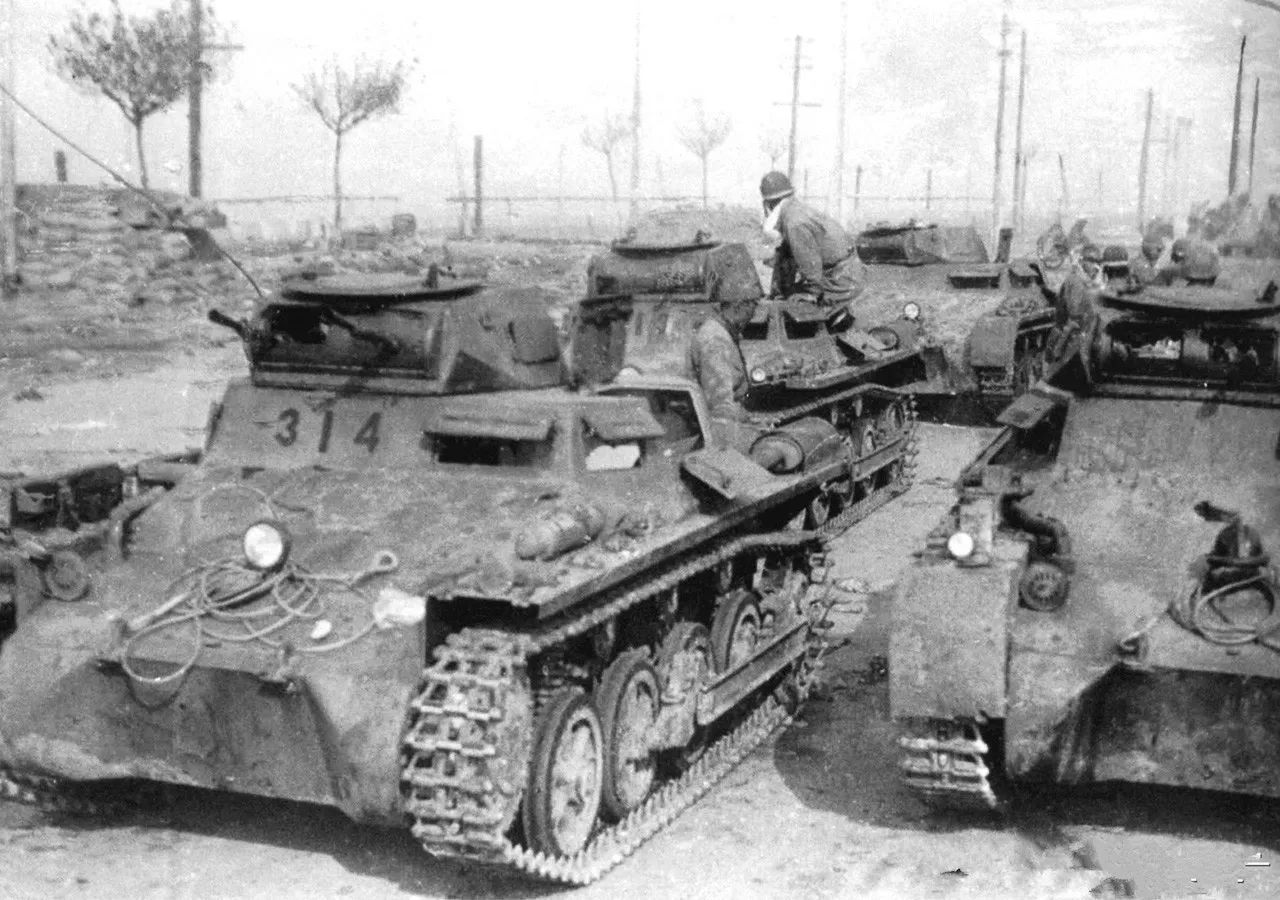
Soldados japoneses inspecionando carros Panzer I Ausf. A abandonados pelo Exército Nacionalista após a Batalha de Nanquim, 1937.

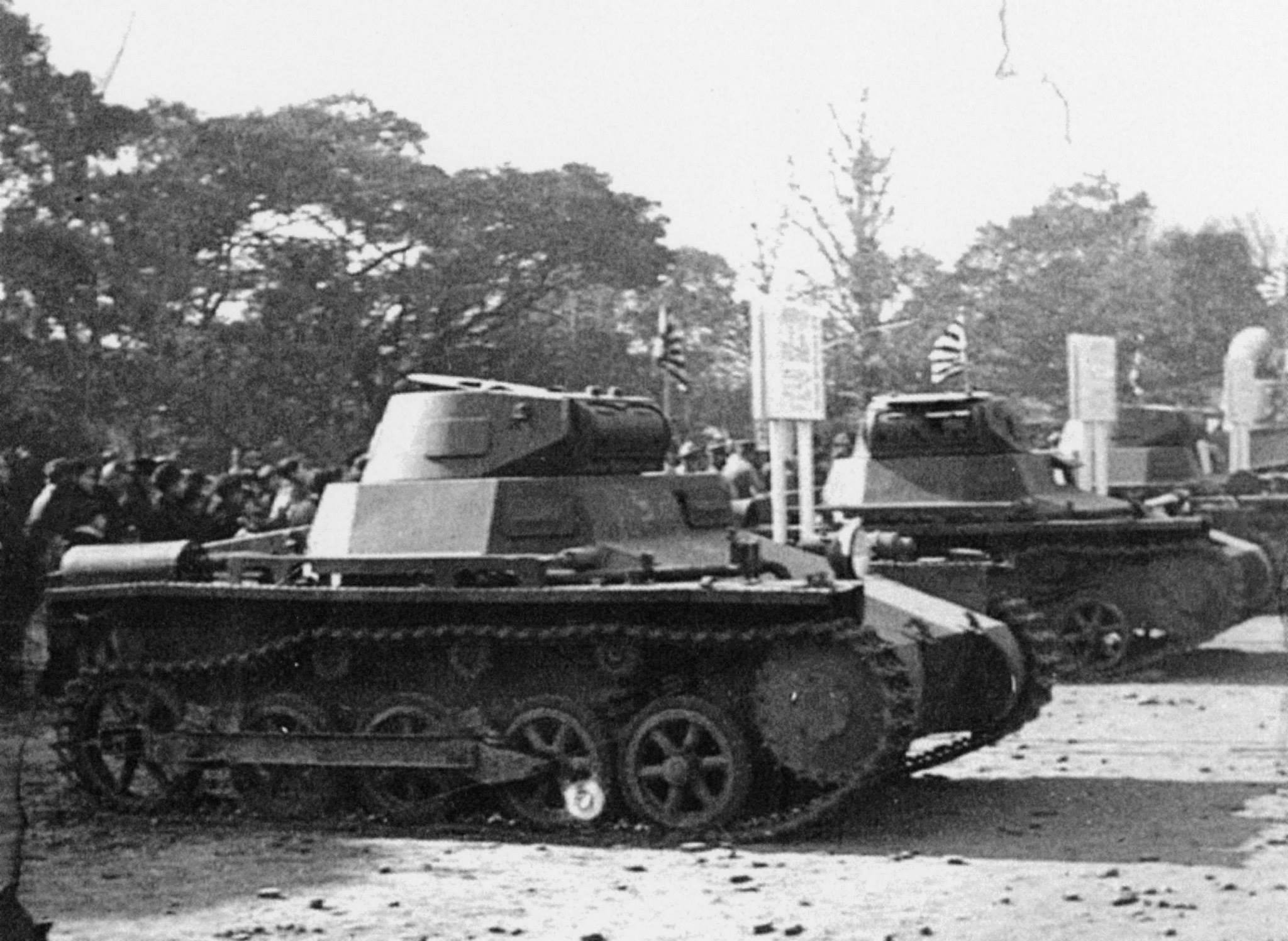
Os tanques Panzer I Ausf. A chineses capturados em exibição em Tóquio, no Japão, 8-15 de janeiro de 1939.

Após a saída dos alemães, em 1938, a União Soviética voltou a apoiar os nacionalistas. O Exército Nacional Revolucionário que enfrentava as forças japonesas tinha apenas um pequeno número de veículos blindados e tropas mecanizadas formadas em três batalhões blindados para defender uma frente grande. Em agosto de 1937, o governo de Chiang Kai-shek negociou com o governo soviético por ajuda militar. Os soviéticos intervieram e começaram a fornecer conselheiros e tanques, chegando à China pela primeira vez em março de 1938. Depois que a força blindada chinesa foi em sua maioria destruída nas batalhas de Xangai e Nanquim, novos tanques, carros blindados e caminhões da União Soviética e da Itália possibilitaram a criação da única divisão mecanizada do exército, a 200ª Divisão organizada e assessorada pelos soviéticos, a qual consistia em um regimento de tanques e um regimento de infantaria motorizada, e equipada com o tanque leve T-26.

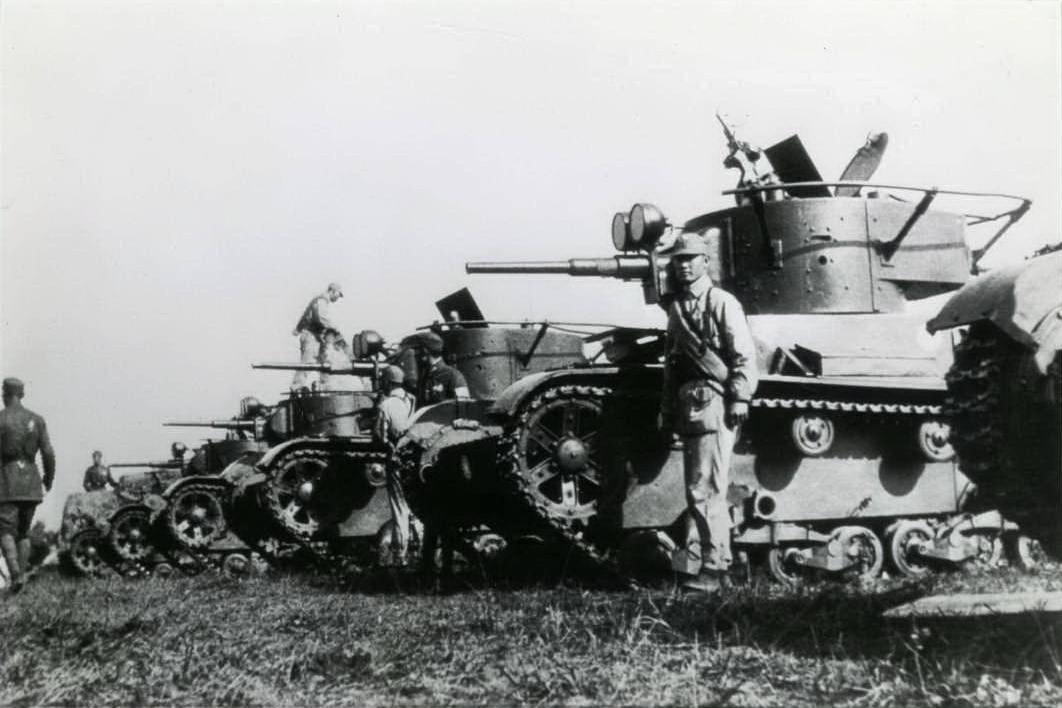
Tanques T-26 e tripulações da 200ª Divisão sendo passadas em revista por altos oficiais chineses na província de Hunan, em 28 de agosto de 1941.

A URSS vendeu 82 tanques T-26 mod. 1933 para a China, pois os soviéticos estavam preocupados em ter o Japão em sua porta dos fundos. Esses tanques foram enviados para o porto de Guangzhou na primavera de 1938. A 200ª Divisão era uma divisão mecanizada composta por quatro regimentos, incluindo um regimento de tanques equipado com os T-26, um regimento de carros blindados, um regimento de infantaria mecanizada e um regimento de artilharia. Seu primeiro comandante foi o General Du Yuming.
O regimento de tanques tinha 70 tanques T-26, 4 tanques BT-5 e 20 (92?) tankettes CV-35. O regimento tinha cerca de 50 carros blindados BA e 12 (18?) Leichter Panzerspähwagen (Sd.Kfz. 221). O regimento de tanques consistia em quatro batalhões de tanques. Cada batalhão de tanques tinha três companhias de tanques. Os regimentos de tanques tinham aproximadamente 200 veículos blindados de combate. O governo nacionalista comprou 88 tanques T-26 e carros blindados BA-10 e BA-20. Esses veículos e os veículos alemães restantes foram empregados na 200ª Divisão e a divisão teve seu batismo de fogo no final de 1938 contra a 14ª Divisão japonesa na Batalha de Lanfeng. Em setembro de 1938, as unidades mecanizadas originais da divisão (blindados e artilharia) foram colocadas sob comando direto do 5º Corpo, e a divisão foi reorganizada como uma unidade motorizada, com 9.000 homens. O Major-General Dai Anlan foi nomeado seu novo comandante, sendo o General Du Yuming promovido ao comando do 5º Corpo.

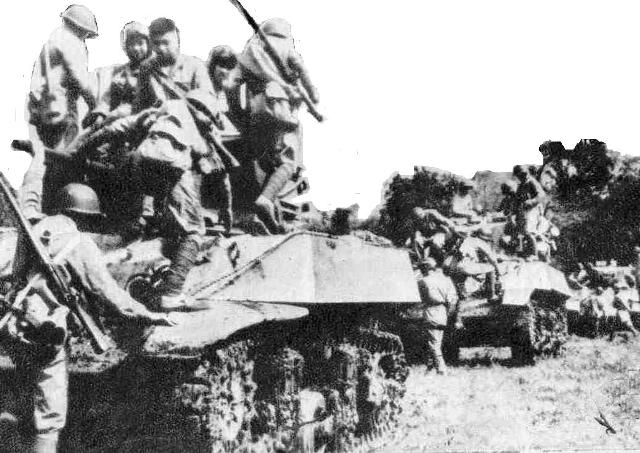
Tropas chinesas em tanques Stuart.

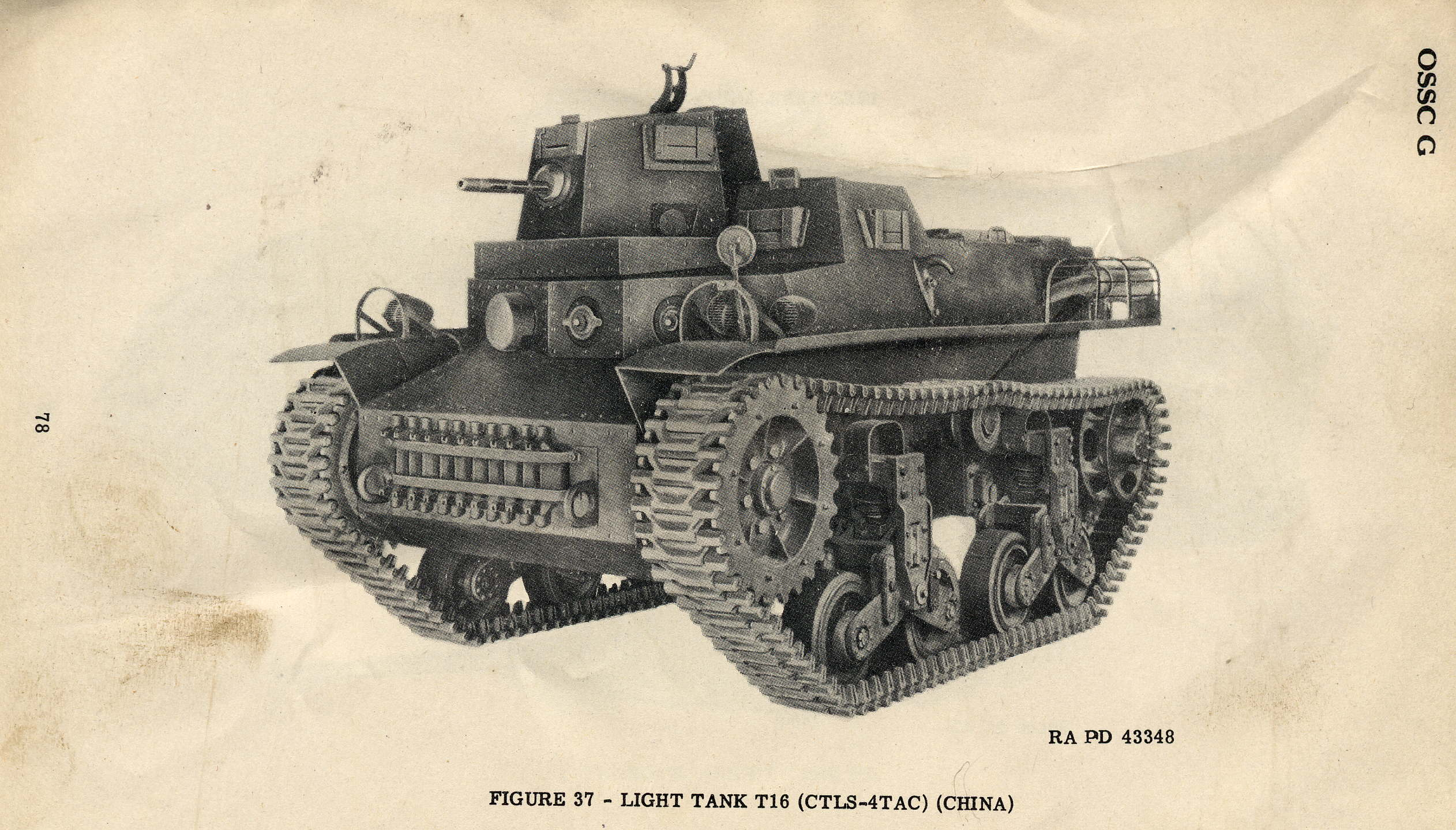
Tanque leve T16.

A 200ª Divisão participou na Batalha do Passo de Kunlun , como parte do 5º Corpo, infligindo uma grande derrota à 5ª Divisão de elite do exército japonês. Apesar de perder mais homens, o 5º Corpo conseguiu segurar o Passo de Kunlun, mantendo assim suas linhas de abastecimento com a Indochina Francesa. A divisão então sofreu pesadas perdas em uma ofensiva contra o Batang, perdendo quase dois terços de sua força, tendo que ser reconstruída e reorganizada. Depois de assinar o pacto de não-agressão com a Alemanha e derrotar o Exército de Kwangtung em Khalkin Gol, a União Soviética começou a retirar sua ajuda da China.

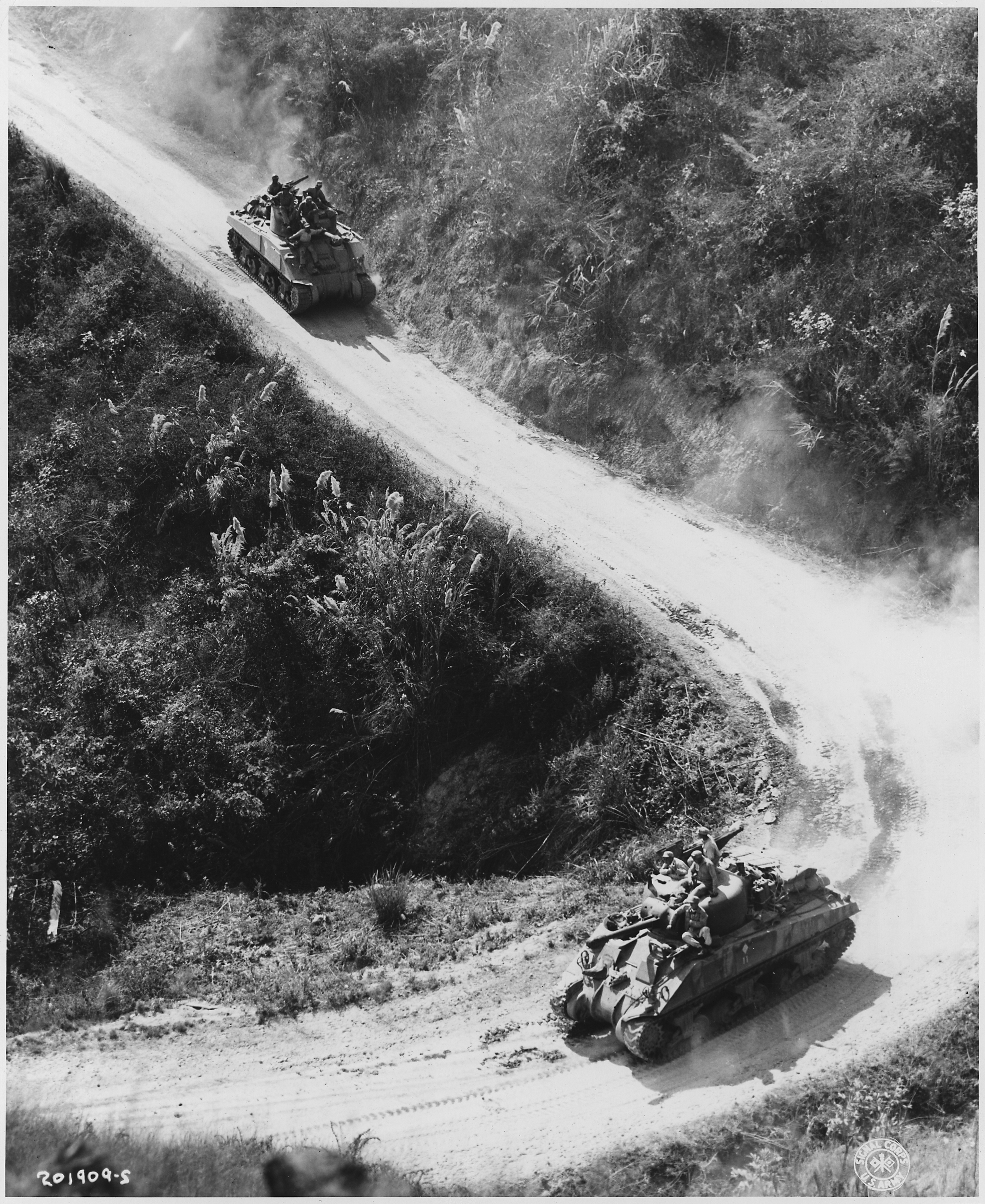
Coluna de tanques M4A4 Sherman do ENR na Estrada da Birmânia pela primeira vez depois que a ofensiva combinada dos Aliados quebrou os dois anos de controle japonês da única rota terrestre de abastecimento para a China.

Mais de 600 dos tanques T16 CTMS deveriam ser entregues à China sob o sistema de Empréstimo-e-Arrendamento (Lend-Lease) após Pearl Harbor, porém a dificuldade logística e seu desenho obsoleto obrigaram os chineses a rejeitarem a oferta. Mais tarde, 233 tanques leves M2A4 americanos foram adquiridos pelos nacionalistas, juntamente com cerca de 48 tanques M3A3, M5A1 Stuart pelo Lend-Lease dos EUA em 1943, e 35 tanques M4A4 Sherman foram adquiridos sob o Programa de Assistência Militar dos Estados Unidos entre 1943 e 1944.

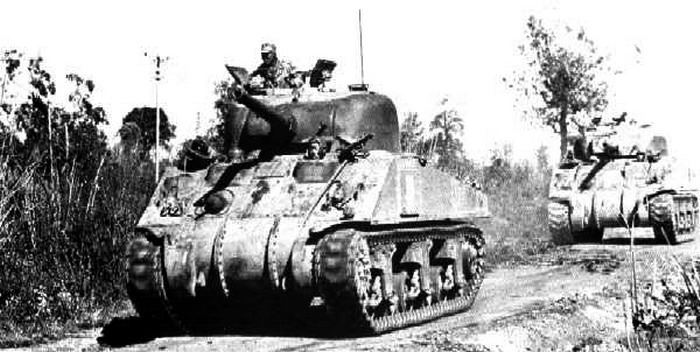
Coluna de tanques M4A4 Sherman chineses no leste da Birmânia.

Após a entrada americana na guerra em 1941, o país começou a fornecer à China veículos blindados que os soviéticos não podiam fornecer. Os M3 Stuart e M4 Sherman penetraram na Birmânia e fizeram parte dos vários exércitos bem equipados e bem treinados que os nacionalistas poderiam desdobrar. Essas unidades foram responsáveis por bloquearem numerosos ataques japoneses durante as fases posteriores da guerra.
A 200ª Divisão também esteve em ação no Teatro da Birmânia sob o comando do General Joseph Stilwell; participou da Batalha da Estrada Yunnan-Burma em 1942 na campanha da Birmânia. A 200ª Divisão se destacou lutando na Batalha de Toungoo e na Batalha de Hopong-Taunggyi, mas sofreu uma derrota desastrosa na Batalha da Rodovia Hsipaw-Mogok perto do final da campanha, enquanto tentava recuar para a China. Após a Segunda Guerra Mundial, os tanques chineses T-26 restantes equiparam o Primeiro Regimento Blindado do Exército do governo chinês do Kuomintang, que prestou serviço no leste da China durante a Guerra Civil Chinesa (1946–1950), onde vários tanques T-26 foram destruídos ou capturado pelo Exército Popular de Libertação durante a Campanha de Huaihai em 1949.

### Pós-Segunda Guerra Mundial

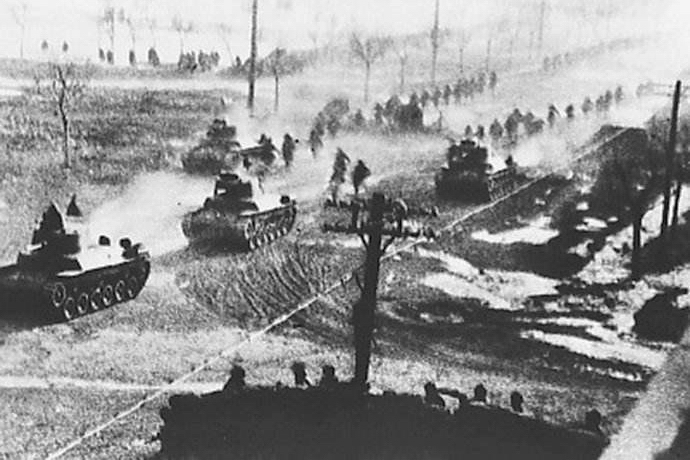
As tropas do EPL e os tanques chineses Tipo 97 Chi-Ha ("Gongchen") avançam para Shenyang.

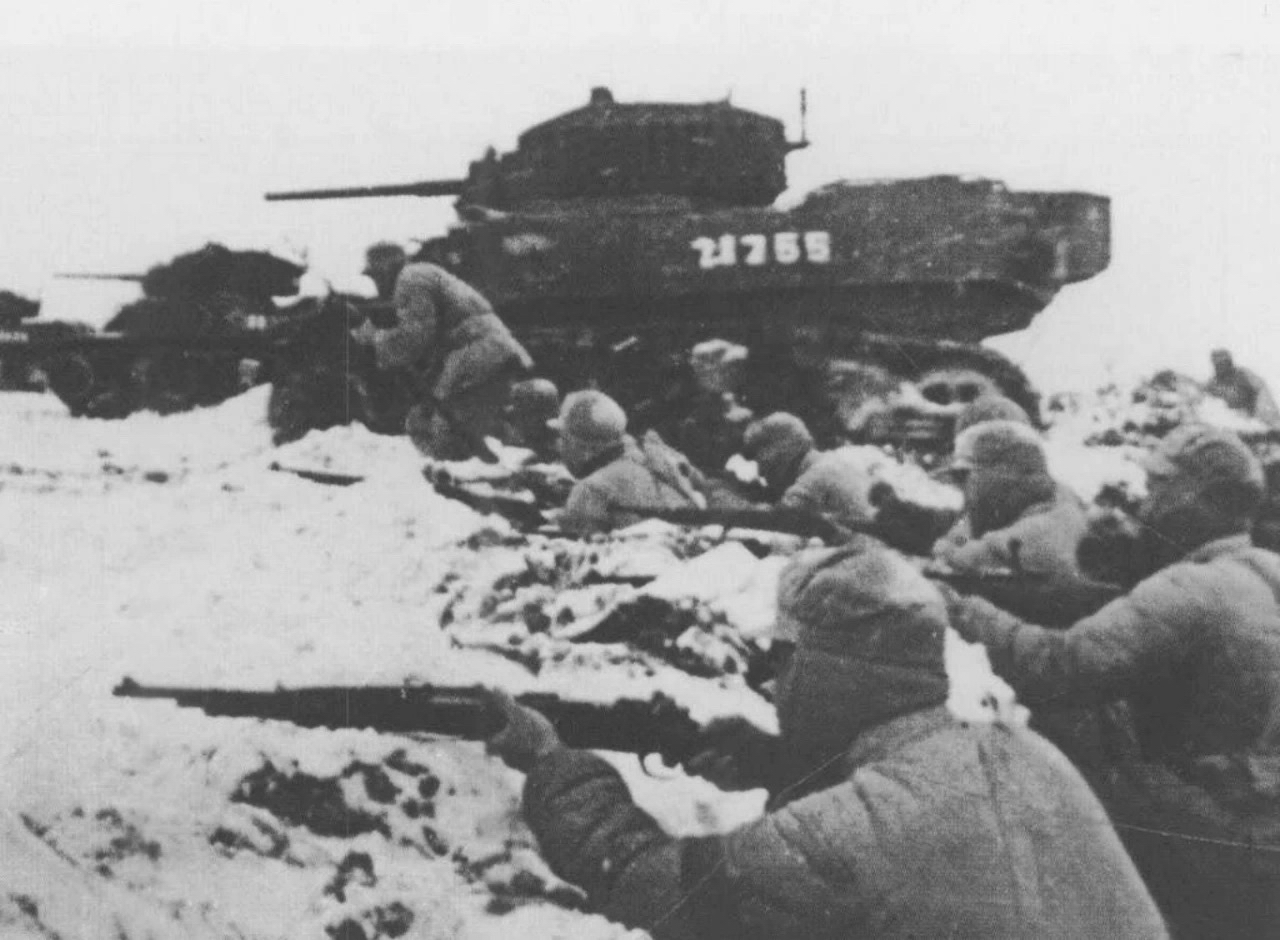
As tropas do EPL, apoiadas por um tanque leve M5 Stuart, enfrentam as linhas nacionalistas.

A Campanha de Huaihai foi uma ação militar durante 1948 e 1949, e que foi a batalha determinante da Guerra Civil Chinesa. Foi uma das poucas batalhas convencionais da guerra com ambos os lados usando tanques, muitos capturados dos japoneses ou tanques americanos remanescentes da Segunda Guerra Mundial. Esta campanha foi uma das três campanhas que marcaram o fim do domínio nacionalista no norte da China, sendo as outras duas campanhas Liaoshen e Pingjin. 550.000 soldados da República da China (sob o Kuomintang) foram cercados em Xuzhou (Hsuchow) e destruídos pelo Exército Popular de Libertação (EPL) do partido comunista. A perda das melhores tropas do governo do KMT e da maioria de seu equipamento americano significava que eles não podiam mais defender efetivamente o delta do rio Yangtzé de novos ataques comunistas. O governo americano sob o presidente Harry Truman perdeu completamente a fé em Chiang Kai-shek e no governo nacionalista e, portanto, recusou-se a dar mais ajuda militar e financeira aos nacionalistas e apressou o colapso do regime do KMT no continente.

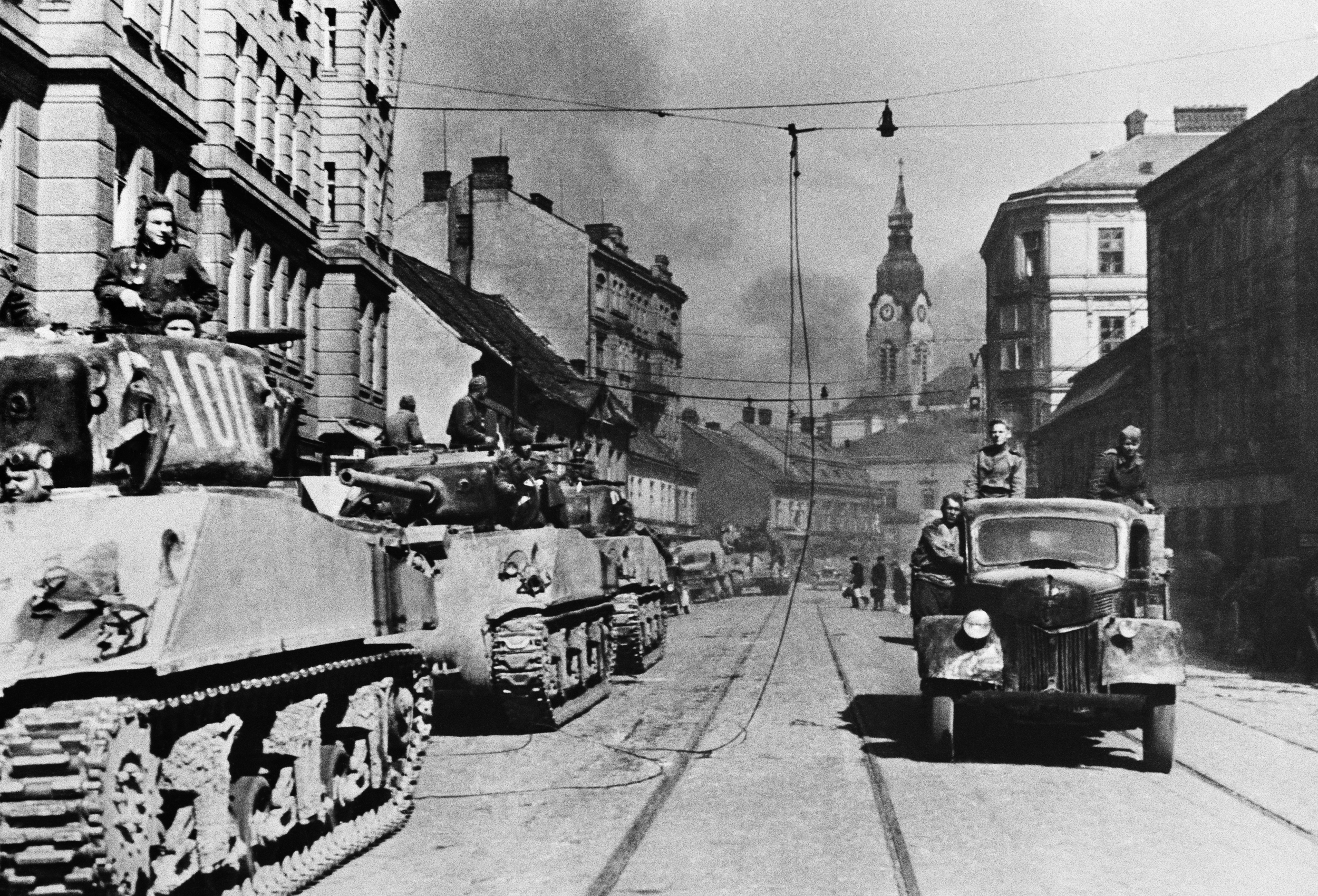
A China também recebeu dos soviéticos tanques Sherman M4A2E8 do Lend-Lease da Segunda Guerra Mundial, chamados "Emcha" com canhão de 76mm e suspensão HVSS.

Depois que Tianjin foi capturada pelos comunistas, os defensores nacionalistas em Beiping ficaram em uma situação desesperadora, e o regime do KMT no continente caiu nas mãos do Exército Popular de Libertação. Em 31 de janeiro, o EPL entrou em Beiping para assumir o poder. A Campanha de Pingjin acabara. Beiping, que logo seria a capital da nova República Popular da China, foi renomeada para Beijing.
No início dos anos 1950, a União Soviética deu à China 1.837 tanques T-34-85, junto com alguns tanques do Lend-Lease excedentes da Segunda Guerra Mundial. O tanque T-34-85 também serviu com os norte-coreanos e chineses durante a Guerra da Coréia. O relatório do Escritório de Pesquisa de Operações (Operations Research Office) de 1954 intitulado "Combate Tanque versus Tanque na Coréia"  ("Tank v Tank Combat in Korea") afirmou que houve 119 duelos de tanques na Guerra da Coréia, incluindo 38 tanques americanos perdidos contra tanques T-34 (alguns foram reparados posteriormente). Os chineses alegaram que seus T-34 destruíram vários tanques americanos no final da guerra, já que nessa época a maioria dos T-34 norte-coreanos, estimados em pouco mais de 400, havia sido destruída ou capturada em novembro de 1950.

## Tanques de produção chinesa
Do ponto de vista organizacional, o desenvolvimento de tanques da China pode ser dividido em três gerações. A primeira geração é uma versão do soviético T-54A e seus derivados, produzidos na China como Tipo 59 e Tipo 69/79. O tanque de batalha principal de segunda geração começou com o Tipo 80, que se ramificou ainda mais no Tipo 88 e no Tipo 96, desenvolvidos em paralelo por diferentes institutos, mas todos financiados pela Corporação das Indústrias do Norte da China (China North Industries Corporation, NORINCO). A terceira geração começou com os protótipos Tipo 99 em desenvolvimento, fortemente modificados para produzir o tanque Tipo 99 mais recente.

### Tipo 59

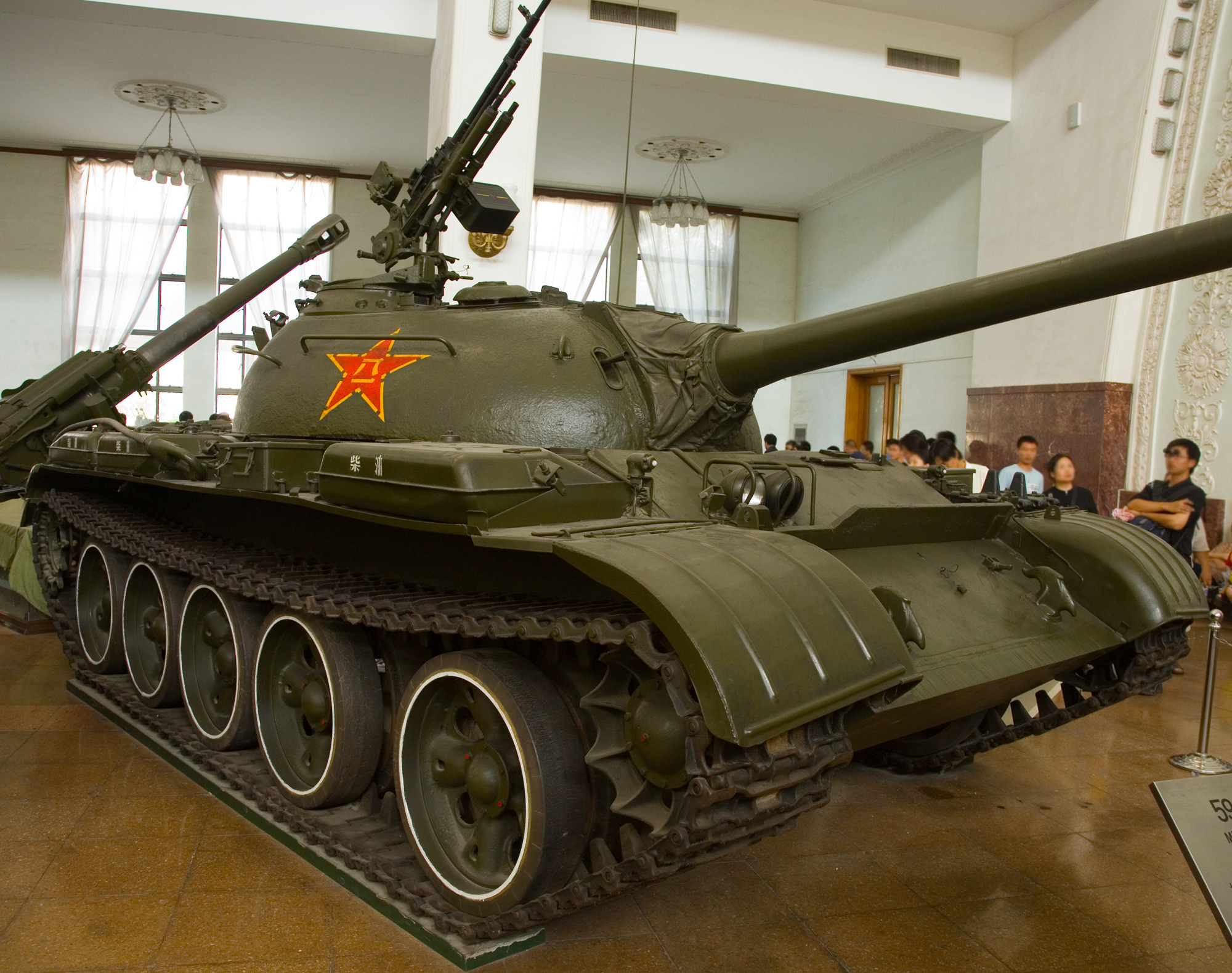
Tipo 59 no Museu Militar da Revolução Popular da China, em Pequim.

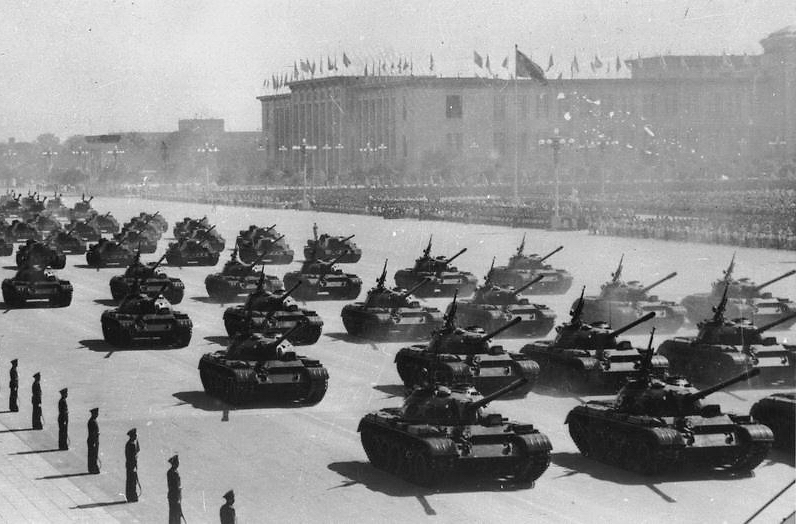
Tanques chineses Tipo 59 desfilando na Praça Tiananmen no 10º aniversário da República Popular da China.

O tanque de batalha principal Tipo 59 (designação industrial chinesa: WZ120 ) é uma versão produzida na China do tanque soviético T-54A, uma melhoria em relação ao onipresente T-54/55. O Tipo 59 foi o primeiro tanque chinês a ser construído; também conhecido como WZ-120 pela designação do fabricante.
Após a assinatura do Tratado de Amizade, Aliança e Assistência Mútua Sino-Soviético, os soviéticos concordaram em ajudar a China na construção de uma fábrica de tanques para fabricar o carro principal T-54 em 1956. Inicialmente, os tanques eram montados com peças fornecidas pelos soviéticos, que foram gradualmente substituídas por componentes fabricados na China. O tanque foi aceito em serviço pelo EPL em 1959,:16–17 e recebeu a designação Tipo 59. O tanque de combate principal Tipo 59 representou a primeira geração de desenvolvimento de tanques da China, e foi produzido em grande número de 1959 até meados da década de 1980,:16–17 totalizando mais de 9.500 unidades. Os primeiros veículos foram produzidos em 1958 e entraram em serviço em 1959, com produção em série iniciada em 1963, com aproximadamente 5.500 servindo nas forças armadas chinesas e os demais sendo exportados. Ao longo dos anos, o Tipo 59 foi atualizado com várias tecnologias domésticas e ocidentais. Formou a espinha dorsal do Exército Popular de Libertação Chinês até o século XXI, com cerca de 5.000 das variantes posteriores Tipo 59-I, Tipo 59-II e Tipo 59-IIA em serviço em 2002.

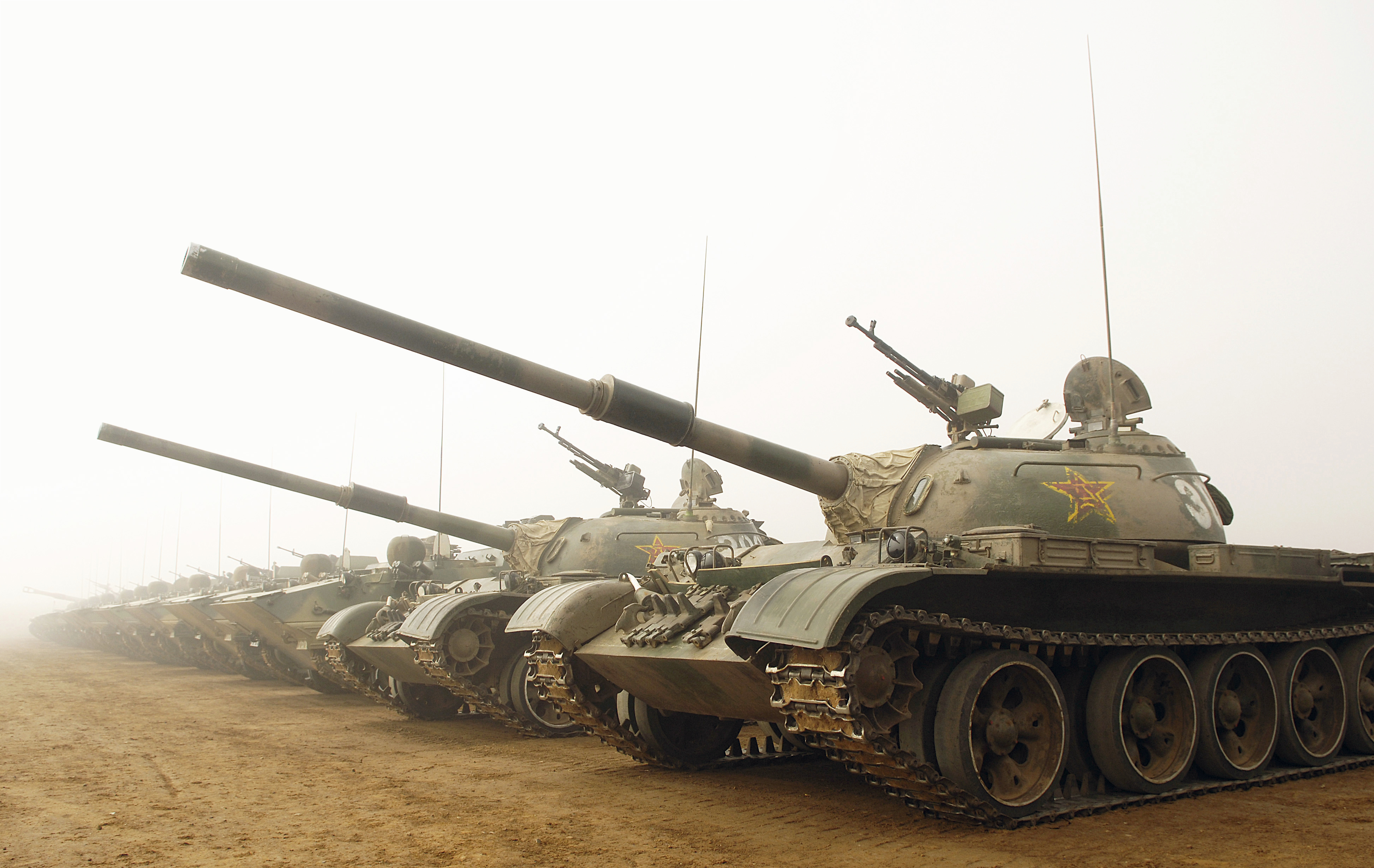
Veículos blindados chineses na base de treinamento de Shenyang, com tanques Tipo 59-II em primeiro plano.

Essencialmente, o Tipo 59 é idêntico aos T-54A soviéticos de produção inicial, notando-se que o Tipo 59 não foi originalmente equipado com holofote infravermelho ou estabilização de canhão principal que o T-54 tinha.

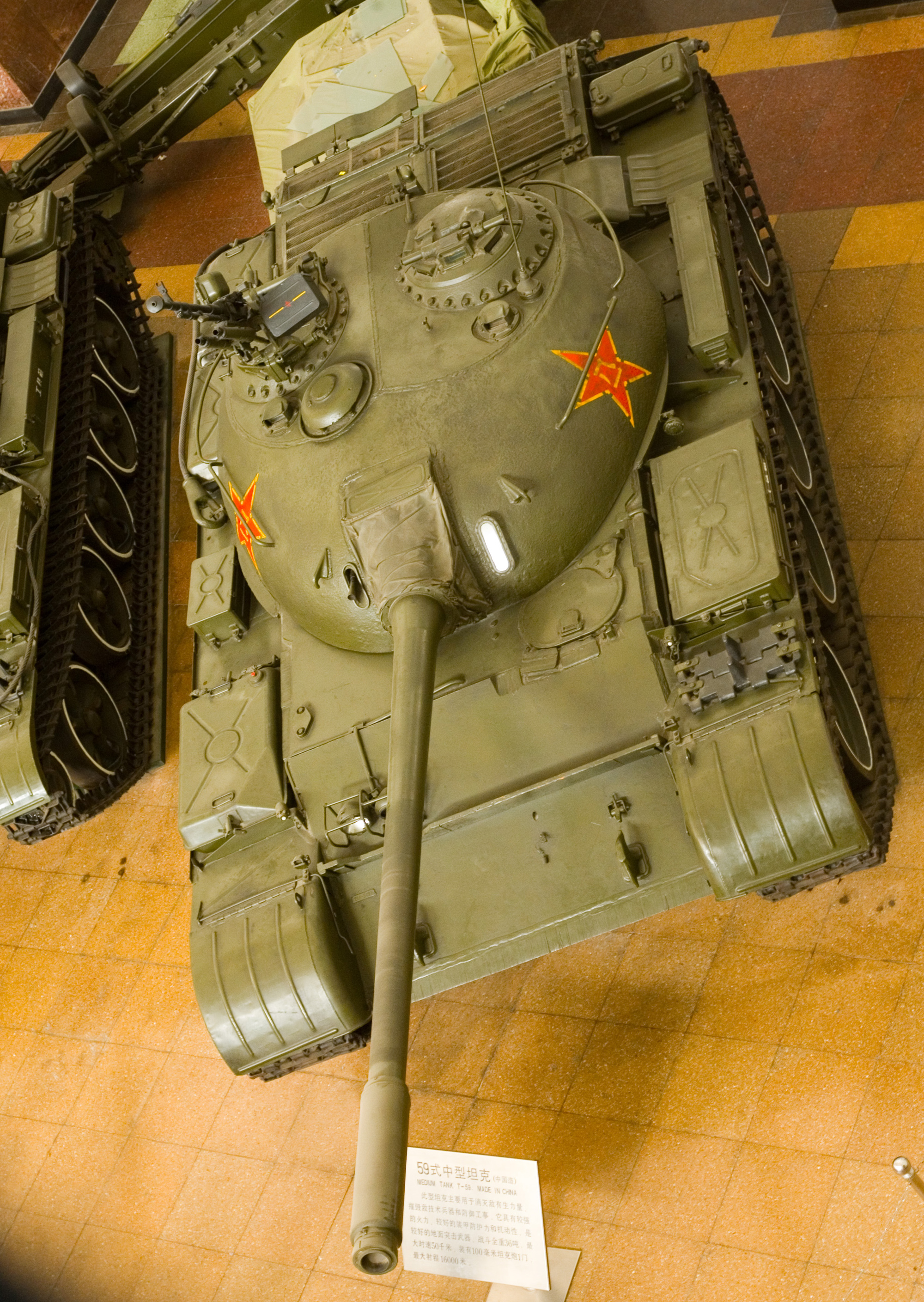
Um tanque Tipo 59 visto de cima no Museu Militar da Revolução Popular da China.

O Tipo 59 tem um layout pós-guerra convencional com o compartimento de combate na frente, um compartimento do motor na parte traseira e uma torre de canhão em forma de cúpula fundida no centro do chassis. O chassis é de aço soldado variando em espessura entre 99 milímetros na parte frontal inferior do glacis e 20 milímetros no piso do chassis. A torre tem entre 100 e 39 milímetros de espessura. O motorista senta-se na frente esquerda do chassis, e possui uma escotilha imediatamente acima de seu assento, que abre para a esquerda. O motorista tem dois blocos de visão elevadiços que dão cobertura à frente e ligeiramente à direita quando com as escotilhas fechadas. O comandante senta-se na torre junto com o atirador e o municiador. A escotilha do comandante está à esquerda da torre, com o atirador sentado à frente e abaixo dele. O municiador fica à direita da torre e tem uma escotilha acima dele. A torre tem um piso não giratório, o que complicava as operações da tripulação.
O Tipo 59 foi modificado várias vezes durante seu serviço com a substituição do canhão raiado de 100mm original com um canhão raiado de 105mm. Foi também a base de vários projetos de tanques chineses posteriores, incluindo os tanques Tipo 69 e Tipo 79.

### Tipo 62

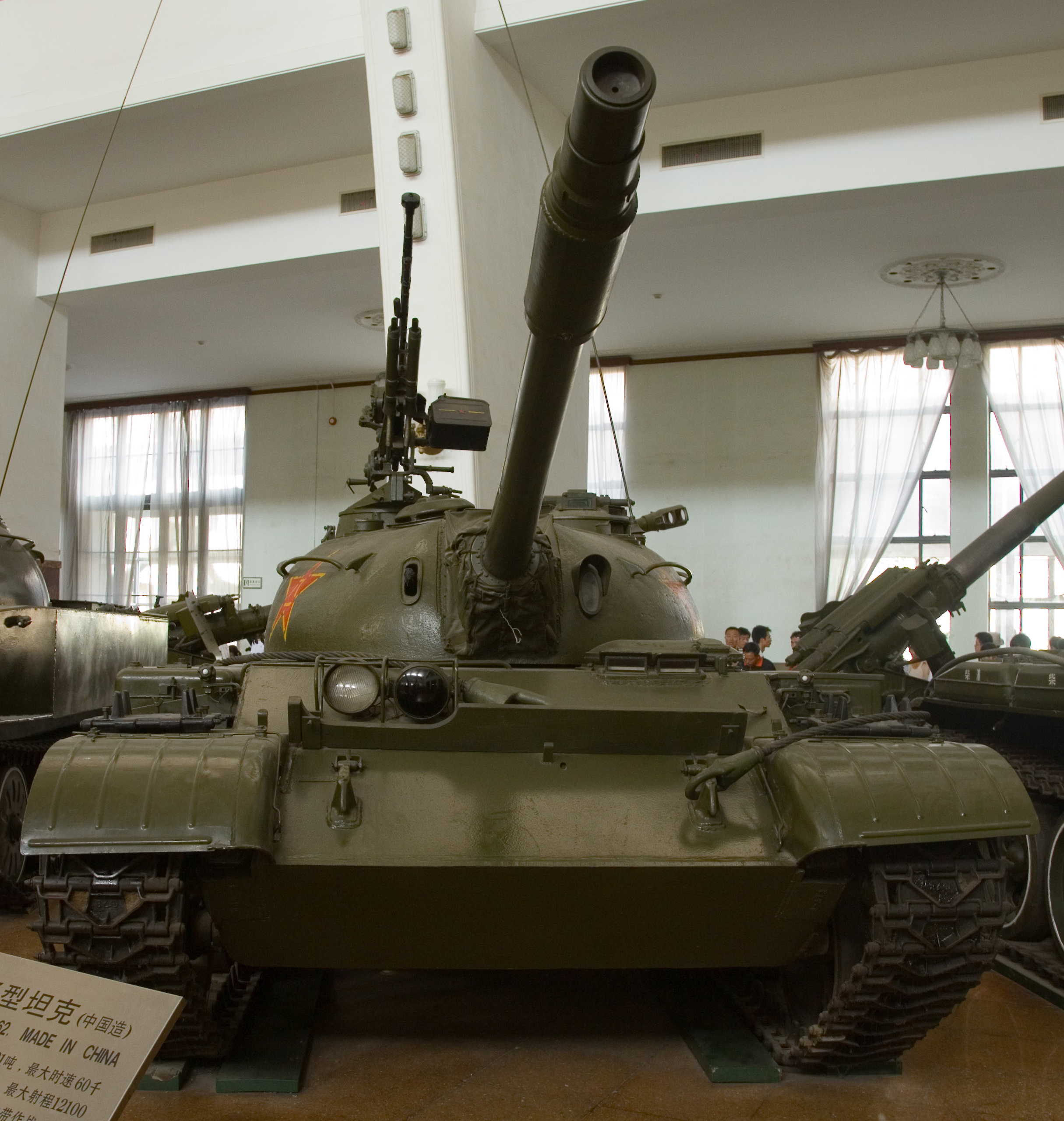
Tanque leve Tipo 62 visto de frente.

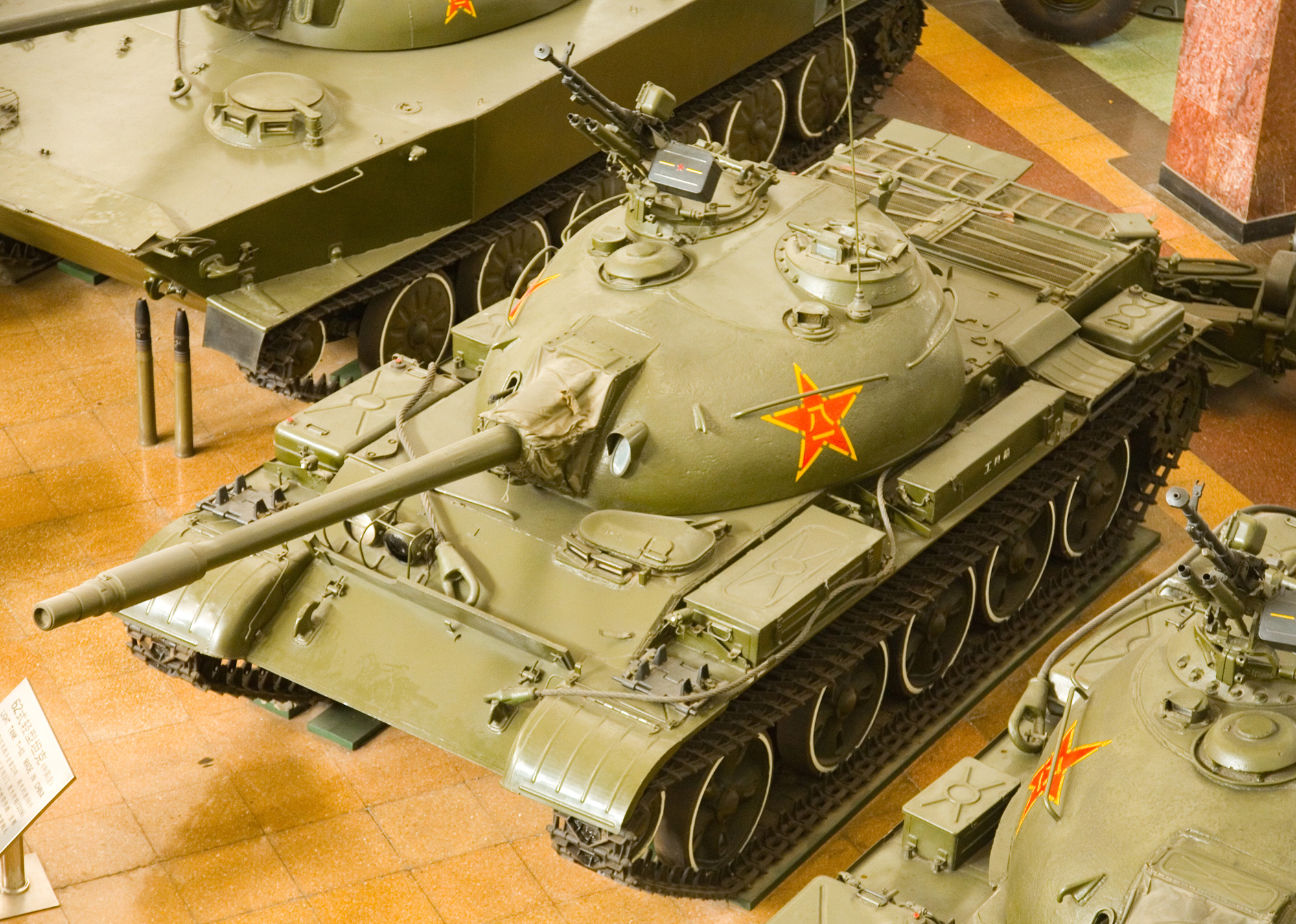
Tanque leve chinês Tipo 62 no Museu Militar da Revolução Popular da China.

O Tipo 62 é um tanque leve chinês desenvolvido no início dos anos 1960 e é baseado no Tipo 59 com um calibre de canhão principal reduzido, blindagem mais leve e um conjunto menor de eletrônicos e outros equipamentos para ajudar a reduzir o seu peso. O Tipo 62 também é conhecido por sua designação industrial, WZ132. Foi atualizado para os padrões modernos para fornecer ao EPL um tanque leve dedicado. A construção do primeiro protótipo de tanque leve Tipo 62, Tipo 59–16, começou em 1960 e terminou em 1962. O tanque entrou oficialmente em produção e serviço com o exército em 1963.
A principal razão da sua existência foi decidida quando o tanque principal de batalha Tipo 59 estava sendo desenvolvido, pois tornou-se evidente que, devido ao alto peso do tanque, ele teria dificuldades para operar em áreas do sul da China. Essas áreas consistem principalmente em cadeias de montanhas, colinas, arrozais, lagos e vários rios que muitas vezes não têm pontes ou possuem pontes que não suportariam o peso dum tanque de batalha principal. Portanto, no final da década de 1950, a Força Terrestre do EPL apresentou requisitos para um tanque leve que pudesse ser empregado com sucesso nas áreas meridionais da China. O desenvolvimento do tanque leve Tipo 62 começou com a Fábrica 674 (hoje Primeiro Grupo de Construção de Máquinas de Harbin) em 1958. A construção do primeiro protótipo, o Tipo 59-16, começou em 1960 e terminou em 1962. O tanque entrou oficialmente em produção e serviço com o EPL em 1963.
Com base na experiência adquirida durante a Guerra Sino-Vietnamita de 1979, onde o Tipo 62 sofreu desproporcionalmente, foi-lhe projetada uma atualização que consistia em 33 melhorias diferentes e foi designado Tipo 62-I. Após uma tentativa frustrada de encaixar o tanque leve Tipo 62 com a torre do tanque leve anfíbio Tipo 63A, uma nova torre foi projetada e instalada no Tipo 62. Esta nova variante foi designada Tipo 62G. O tanque Tipo 62 foi retirado do serviço chinês no início de 2013.

### Tipo 63

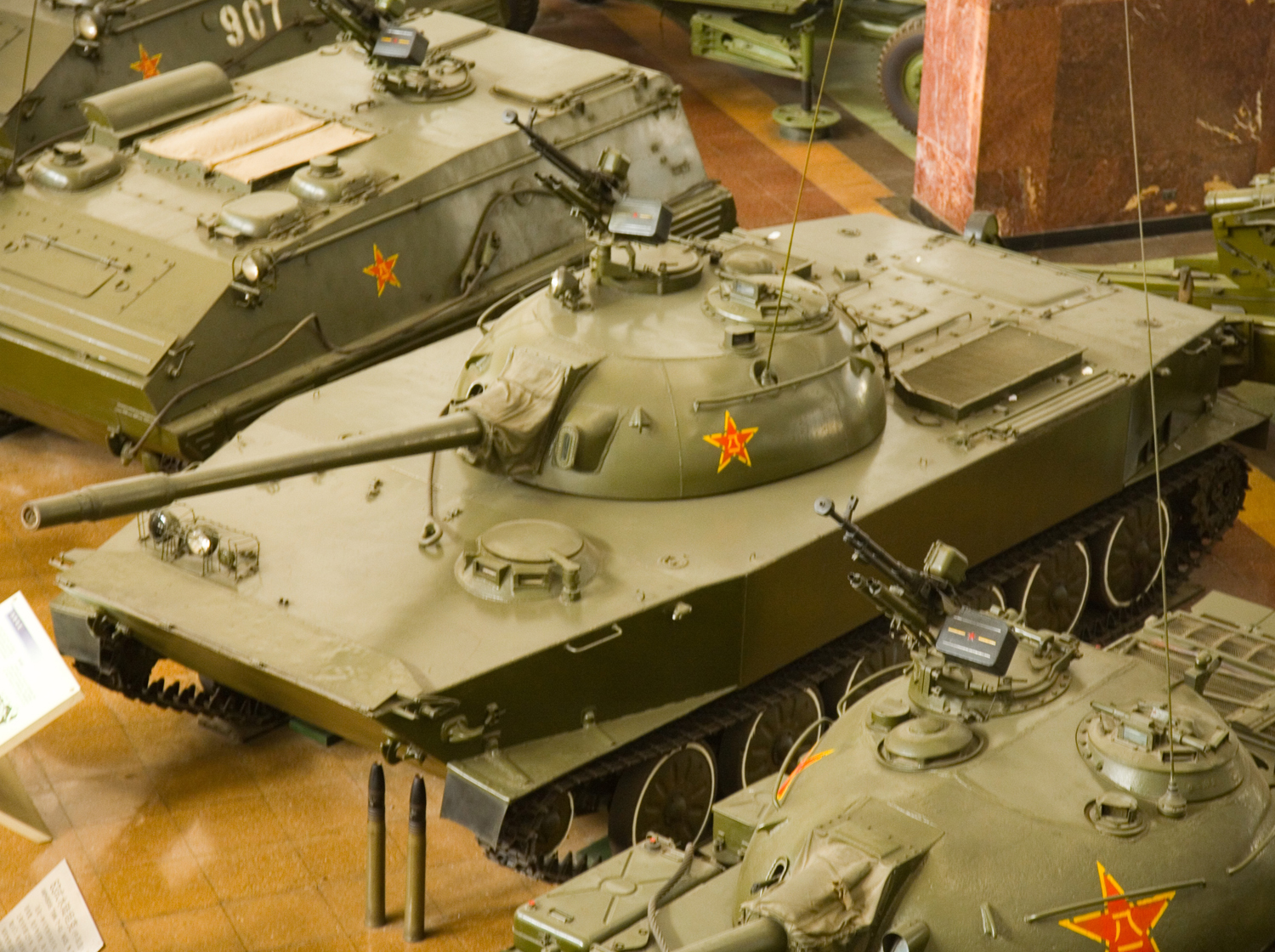
Tanque leve chinês Tipo 63 no Museu Militar da Revolução Popular da China.

O Tipo 63 é um tanque leve anfíbio desenvolvido no início dos anos 1960 e colocado em campo pela primeira vez em 1963. Foi desenvolvido a partir da experiência com o PT-76 soviético anterior, o qual fora produzido na China quando estes obtiveram alguns exemplares em meados da década de 1950. Em outubro de 1958, o EPL decidiu desenvolver um tanque anfíbio indígena baseado no projeto PT-76. Um protótipo conhecido como WZ221 (Tipo 60) foi construído e testado em 1959, mas ele sofria de uma série de problemas que levaram ao desenvolvimento de uma versão melhorada que foi desenvolvida em conjunto pelo Instituto Militar de Engenharia (IME) e o Instituto de Pesquisa nº 60 do Quinto Ministério de Construção de Máquinas. O protótipo foi concluído em 1962 e depois de passar por extensos testes (principalmente lidando com a travessia de rios, lagos e obstáculos de água do mar), o tanque leve anfíbio foi finalmente aprovado para finalização do projeto em abril de 1963 e foi oficialmente designado Tipo 63.
O Tipo 63 tem um traçado de tanque típico: compartimento de direção na frente, compartimento de combate no centro e compartimento do motor atrás. Embora seja externamente semelhante ao PT-76, possui algumas diferenças essenciais em relação ao seu equivalente soviético. Em vez de uma tripulação de três homens como no PT-76, o Tipo 63 tem uma tripulação de quatro homens para melhor eficiência. O Tipo 63A (também conhecido como ZTS63A) é uma versão atualizada do tanque leve anfíbio Tipo 63, projetado para operações de travessia de rios interiores e lagos.

### Tipo 69/79

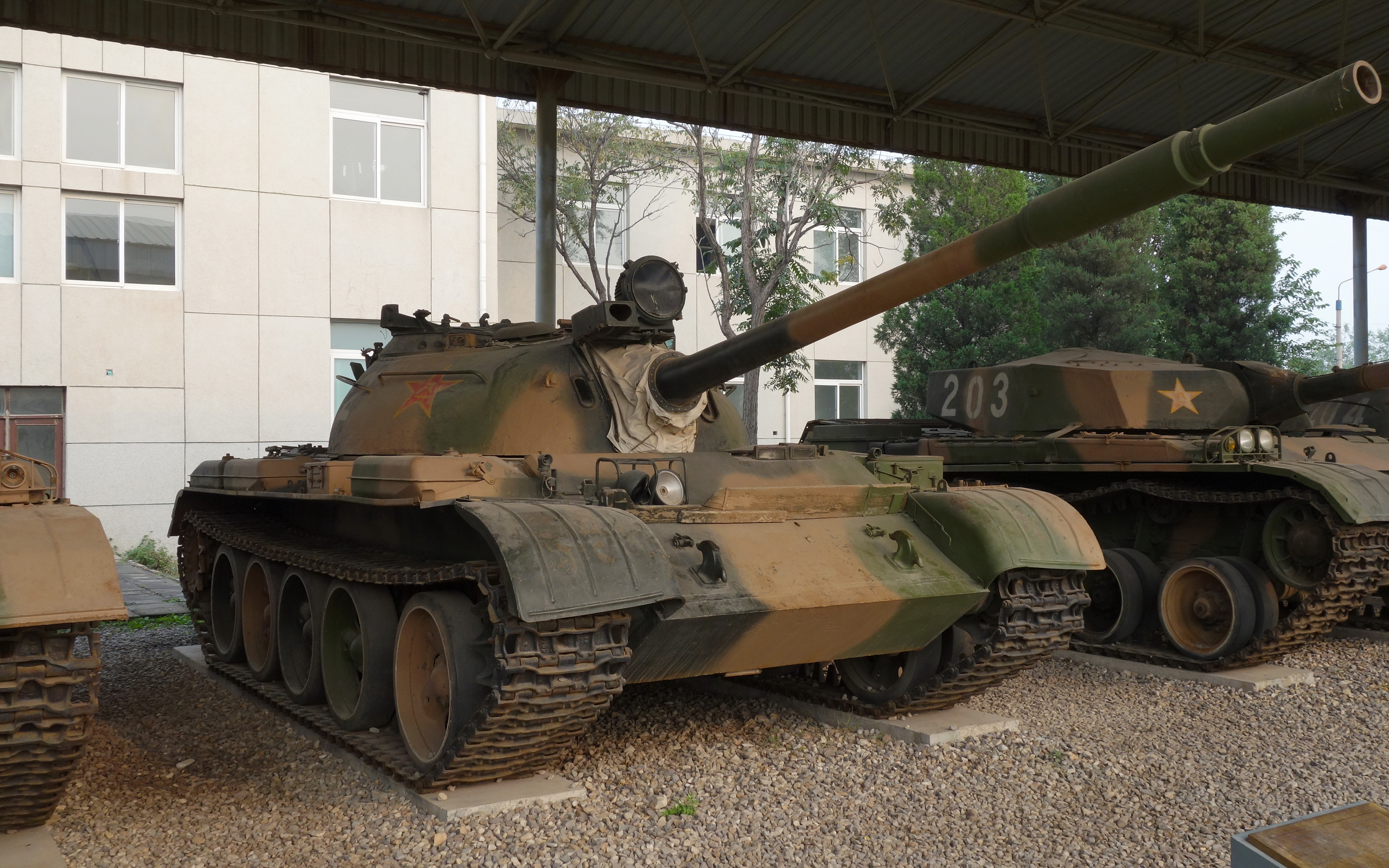
Tanque Tipo 69.

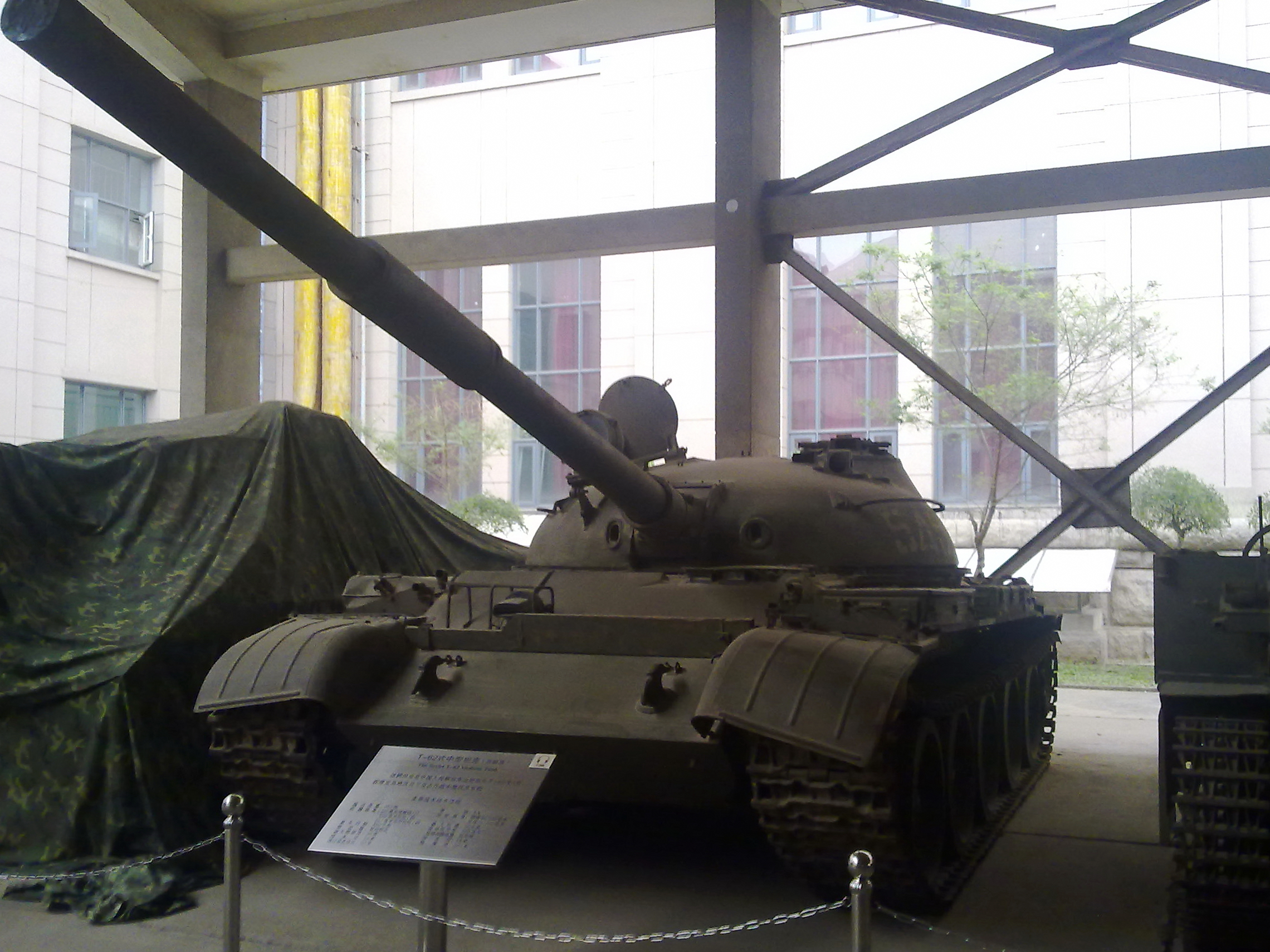
O T-62 capturado no Museu Militar da Revolução Popular da China.

Durante o conflito fronteiriço sino-soviético de 1969, um tanque T-62 soviético foi destruído e capturado pelo Exército Popular de Libertação durante a Batalha da Ilha de Zhenbao. O T-62 (No. 545) foi atingido por uma granada propelida por foguete disparada do lançador RPG Tipo-56 (cópia chinesa do RPG-2) na manhã de 15 de março de 1969 durante um contra-ataque chinês. No dia seguinte, os soviéticos entraram na ilha para recolher seus mortos, enquanto os chineses seguraram o fogo e apenas observaram. Em 17 de março, os soviéticos tentaram recuperar o T-62 desativado na ilha, mas seu esforço foi repelido pela artilharia chinesa. Em 21 de março, os soviéticos enviaram uma equipe de demolição para tentar destruir o tanque mas os chineses abriram fogo e frustraram os soviéticos. O tanque foi posteriormente afundado no rio congelado Ussuri (Wusuli) para evitar ser capturado e estudado pelo exército chinês.
Em abril, com a ajuda de mergulhadores da marinha chinesa, o EPL puxou o tanque T-62 para terra.  Este tanque foi posteriormente estudado e as informações coletadas desses estudos foram usadas para o desenvolvimento do tanque de batalha principal Tipo 69. A Fábrica 617 da China (agora Primeiro Grupo de Construção de Máquinas da Mongólia Interior), que fora encarregada de melhorar o desenho do Tipo 59, estudou o T-62 soviético capturado e alguns dos seus componentes, como o sistema de holofote Luna IV, um canhão de alma lisa de 115mm de eixo duplo estabilizado, e um motor novo de 580cv, que foram copiados e integrados ao projeto do Tipo 69. Este T-62 foi posteriormente doado ao Museu Militar da Revolução Popular da China em Pequim.

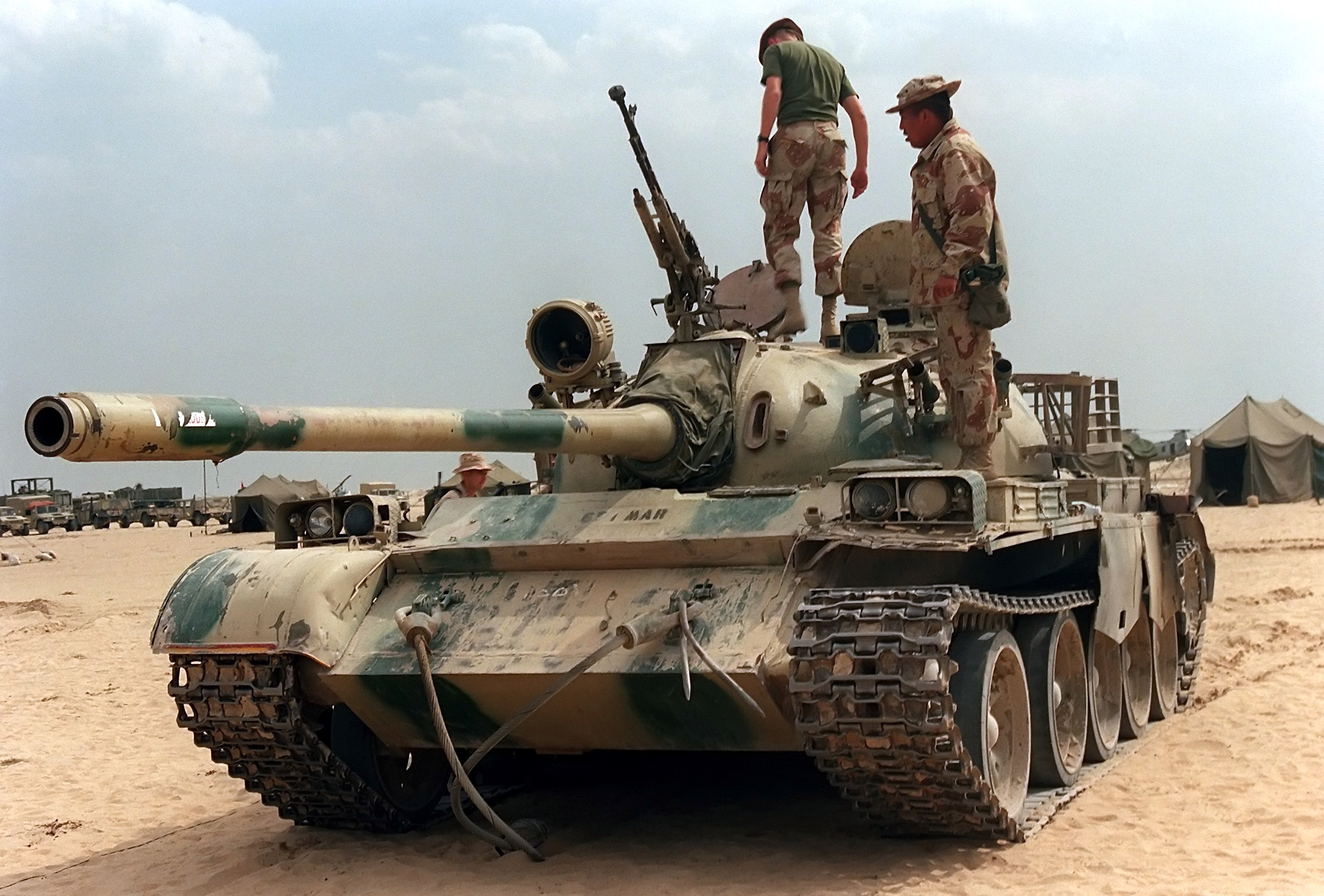
Tanque Tipo 69-II iraquiano capturado durante a Operação Tempestade no Deserto, no Iraque.

O Tipo 69 e o Tipo 79 - designações industriais chinesas WZ121 e WZ-121D, respectivamente - são os dois primeiros modelos de tanques principais chineses desenvolvidos independentemente pela China. No entanto, o Tipo 69 não foi formalmente aceito no serviço do EPL até 1982, e apenas em quantidades limitadas. O exército estava insatisfeito com o desempenho do Tipo 69, mas ele se tornou uma das melhores exportações de veículos blindados da China. Mais de 2.000 foram vendidos em todo o mundo na década de 1980. Alguns analistas ocidentais identificaram incorretamente o Tipo 69 como uma cópia chinesa do T-55 soviético, em comparação ao Tipo 59 ser uma cópia do T-54A. A simplicidade, robustez e baixo custo desses tanques os tornaram atraentes no mercado de exportação, e a China vendeu centenas para ambos os lados durante a Guerra Irã-Iraque. Muitos dos veículos foram posteriormente usados por Saddam Hussein durante a Guerra do Golfo e a Guerra do Iraque de 2003.

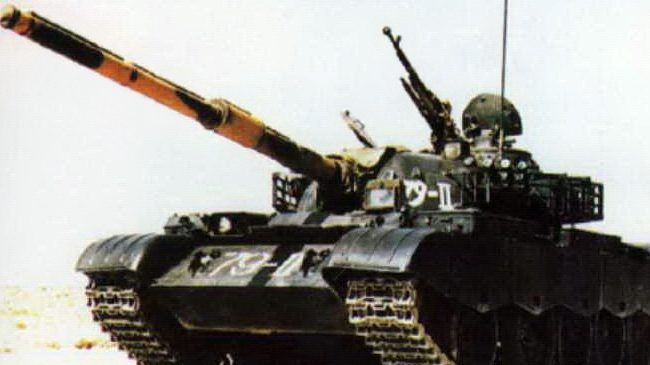
Tanque chinês Tipo 79 (Tipo 69-III, WZ-121D).

Ambos os tanques Tipo 69 e Tipo 79 compartilham chassis e torres quase idênticas ao antigo Tipo 59, a única diferença é que os dois modelos mais recentes foram atualizados com melhores tecnologias que foram capturadas ou compradas de outros países. Sua linhagem pode ser observada através da lacuna distinta entre a primeira e a segunda roda. Outras melhorias incluídas foram equipá-los com um canhão de 100mm, um novo motor, computadores balísticos e telêmetros a laser. Na década de 1970, mais de 1,5 milhão de soldados de ambos os lados estavam estacionados ao longo da fronteira sino-soviética. Na época, os melhores tanques chineses eram irremediavelmente superados pelos projetos soviéticos mais recentes, como o T-62, o T-64 e o T-72. No entanto, as relações entre a China e o Ocidente se aqueceram na década de 1980, e a China conseguiu importar algumas tecnologias ocidentais para melhorar seus sistemas de armas. O Tipo 69 foi atualizado com sistemas ocidentais, como a Marconi FCS e o canhão L7 105mm - ambos britânicos. A nova versão recebeu a designação Tipo 79, o qual representou a último modelo no desenvolvimento de tanques de primeira geração da China.

### Tipo 80/85/88

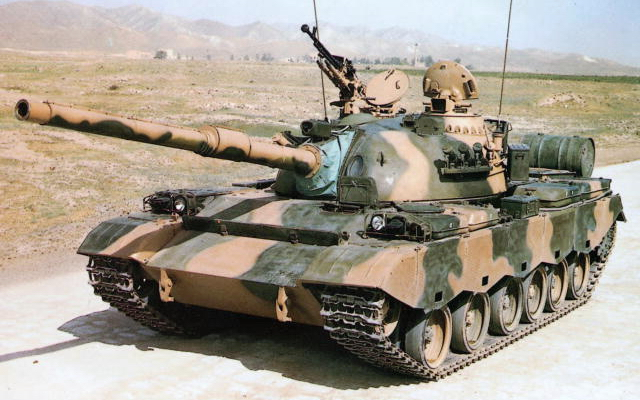
Tanque chinês Tipo 80.

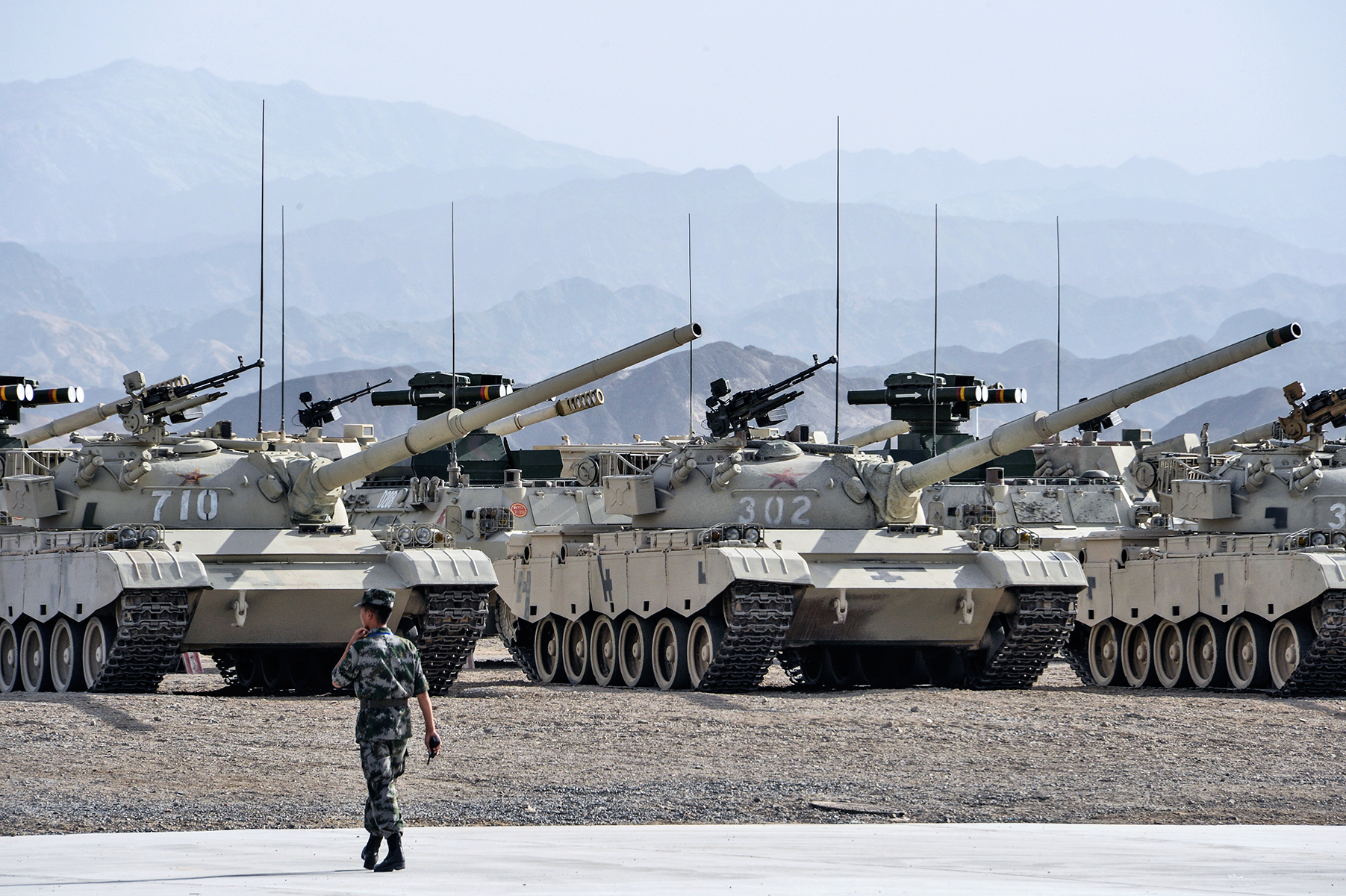
Tanques Tipo 88A.

O Tipo 80 é uma série de tanques principais (MBT) de segunda geração da China. O primeiro MBT, o Tipo 80, foi baseado no antigo chassis do Tipo 79, mas equipado com novas rodas e lagartas de fabricação chinesa, motor a diesel de 730cv, controle de fogo estabilizado de eixo duplo de projeto britânico com telêmetro a laser e canhão de 105mm padrão da OTAN licenciada da Áustria. A versão melhorada deste tanque entrou em serviço em 1988 sob a designação Tipo 88. Este modelo 88 é único porque, ao contrário da série restante de tanques chineses, esta série inclui versões de diferentes famílias de tanques anteriores. A produção dos MBT da série 88 foi interrompida em 1995, e os tanques Tipo 88/85 foram desenvolvidos no Tipo 96.
O tanque Tipo 88 é único porque, ao contrário da série restante de tanques chineses, esta série inclui versões de diferentes famílias de tanques anteriores. A produção dos tanques principais da série Tipo 88 foi interrompida em 1995. O caça-tanques Tipo 89 foi um veículo blindado chinês que entrou em serviço em 1988. Armado com um canhão de alma lisa de 120 milímetros, destinava-se a combater as novas gerações de tanques de batalha ocidentais e russos que estavam equipados com blindagem composta e canhões de calibre 120 e 125 milímetros. Apesar de um processo de desenvolvimento bem-sucedido, com o fim da Guerra Fria ficou claro que a arma não era mais necessária. A produção foi interrompida com cerca de 100 exemplares construídos. Após outras melhorias, incluindo a incorporação de experiência adquirida com o Tipo 85-IIM, esta versão foi aceita pelo EPL em 1996 e entrou em serviço em 1997 como o Tipo 96. A produção do Tipo 88 parou quando o Tipo 96 se tornou disponível, e o Tipo 96 foi produzido em massa em maior número do que o Tipo 88, embora às vezes erroneamente referido como Tipo 88C.

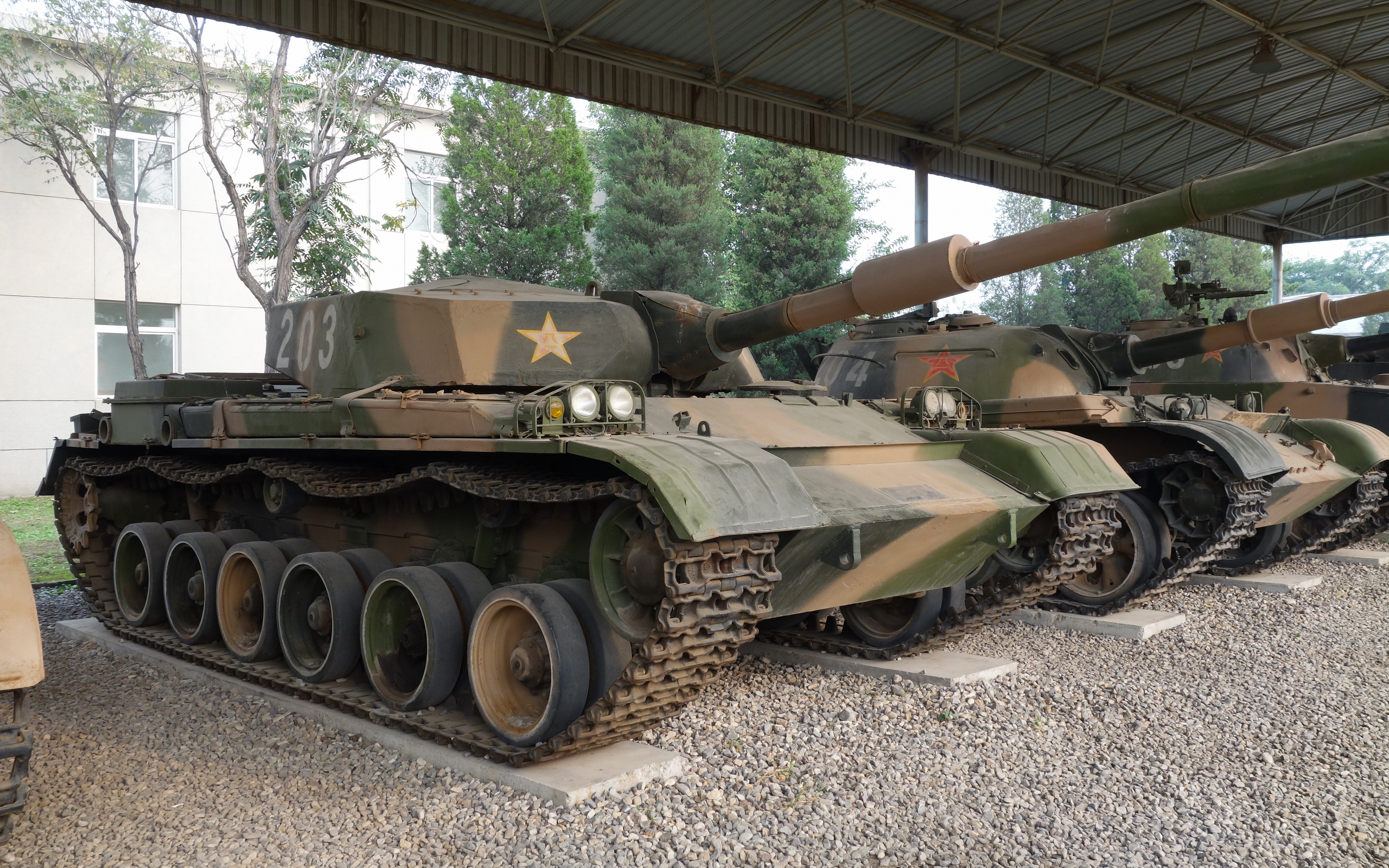
Tanque Chinês Storm-1 (Tipo 85).

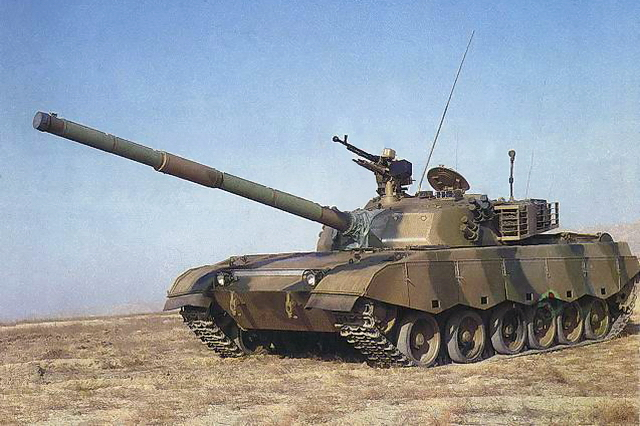
Tanque Tipo 85-IIM.

Após a designação do Tipo 80 como o tanque de segunda geração da RPC em 1981, surgiram grupos dentro das forças armadas chinesas que argumentavam que uma terceira geração de tanques mais avançada ainda era necessária. Destes, surgiram dois campos principais. Um grupo defendeu um projeto baseado no T-72 soviético, com 3 tripulantes e um canhão autocarregador de 125mm. O outro favorecia um projeto no estilo Merkava israelense com a transmissão mais próxima da frente do tanque, um canhão de carregamento semiautomático de 120mm e um motor a diesel ou turbina a gás de alta potência. O projeto foi adiado por alguns anos por causa da divisão. Finalmente, em julho de 1984, o Exército optou pelo projeto baseado no T-72. No verão de 1986, o plano foi submetido ao Conselho de Estado da China e à Comissão Militar Central. Foi aprovado no mesmo ano e incorporado ao programa de desenvolvimento de armas principais do Sétimo Plano Quinquenal da China.
A Corporação do Grupo de Indústrias do Norte da China (China North Industries Group Corporation, NORINCO) revelou sua própria versão em 1988, o Tipo 85. O exército inicialmente não aceitou o Tipo 85, e então foi desenvolvido para exportação para o Paquistão (Tipo 85-IIAP e Tipo 85-IIM). Isso mudou drasticamente mais tarde, quando a China obteve amostras soviéticas do T-72 capturados dos iraquianas vendidos pelo Irã. Os chineses descobriram que não só o canhão de 105mm de origem ocidental do Tipo 80 poderia derrotar a blindagem de um tanque T-72, mas o canhão principal do T-72 também poderia derrotar facilmente a blindagem não apenas do Tipo 80, mas também todas as blindagens de todos os tanques chineses. A melhoria dos tanques então em uso no estoque do EPL se fazia necessária e isso foi mais tarde ilustrado durante a Guerra do Golfo de 1991, quando o EPL observou que seus tanques de linha que foram exportados eram muito inferiores aos MBT ocidentais. Prioridade foi dada para desenvolver um tanque de terceira geração, bem como melhorar o projeto de segunda geração existente. Em 1995, a NORINCO desenvolveu o protótipo Tipo 85-III com motor diesel de 1.000cv e blindagem reativa explosiva (ERA), apresentando um motor mais potente, depois de finalmente resolver o problema do motor.

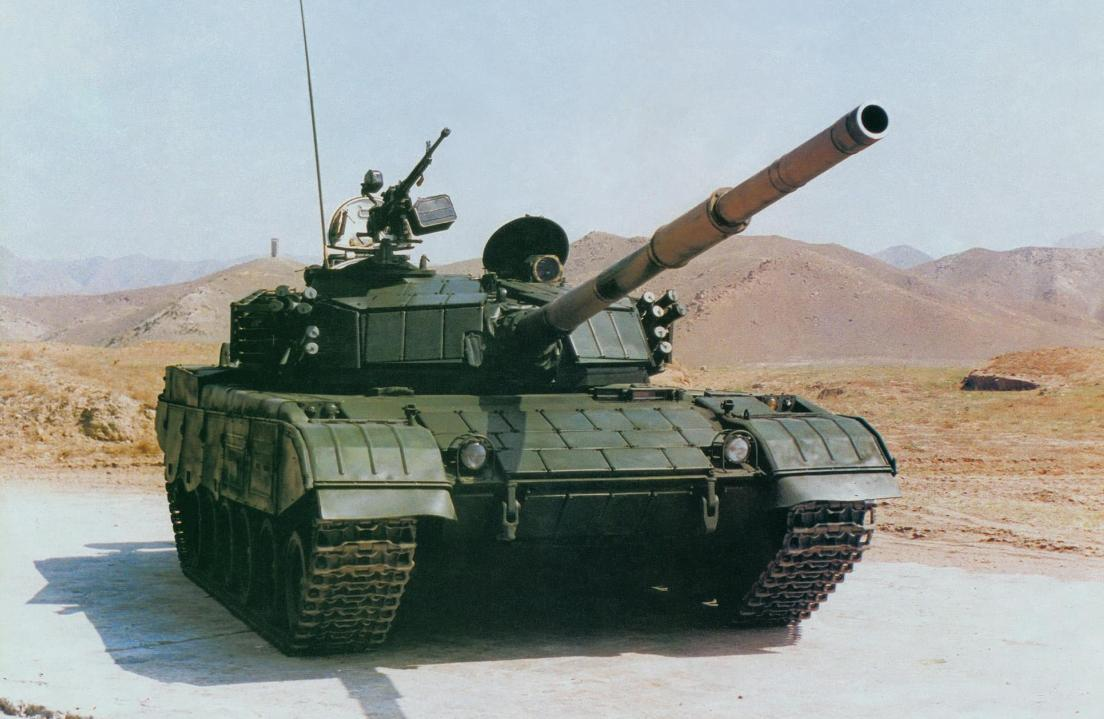
Tanque Tipo 85-III.

O governo chinês tomou a decisão de modernizar sua força de tanques incorporando recursos avançados em seu MBT de próxima geração, já que seus tanques mais antigos estavam se tornando ineficazes. O tanque resultante tinha um chassis semelhante ao T-72 ou T-80, embora tivesse uma torre soldada como a maioria dos tanques ocidentais. O objetivo era criar um tanque que pudesse derrotar o T-80 soviético e se aproximar das capacidades do Leopard 2 alemão.
Em comparação com o Tipo 85 e o Tipo 88, o Tipo 96 apresenta componentes eletrônicos aprimorados e uma torre de estilo ocidental. Fotos recentes sugerem que o Tipo 96 foi fortemente modificado com módulos de blindagem adicionais e blindagem reativa explosiva, semelhante ao Tipo 99. Sua eletrônica interna também pode ter sido atualizada para o padrão Tipo 99.

### Tipo 90

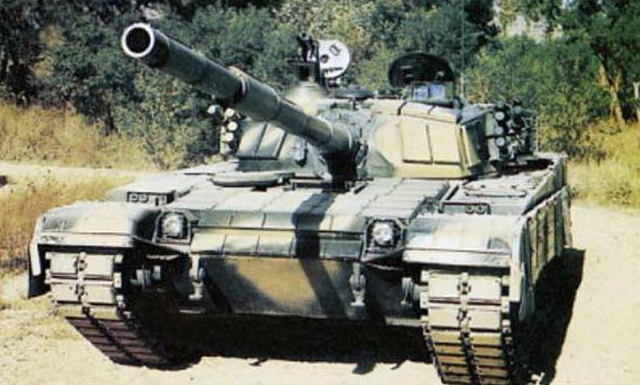
Tanque chinês Tipo 90-IIM.

O Tipo 90 foi o primeiro tanque chinês a incorporar o conceito de desenho modular para sua blindagem. O redesenho seguinte ficou conhecido como Tipo 90-I como o modelo de exportação para o tanque principal de batalha da próxima geração para o Paquistão, com um motor a diesel britânico Perkins Shrewsbury CV12-1200 TCA (usado no tanque Challenger 2) e a  transmissão automática francesa SESM ESM 500 (usada no Leclerc). No entanto, o projeto foi abandonado devido ao embargo de armas após os testes nucleares paquistaneses de 1998.
O Tipo 90 é um projeto evolucionário: a versão Tipo 90-II compartilha 10% de seus componentes com o Tipo 59, 15% com o Tipo 69, 20% com o Tipo 85/88C e é construído com 55% de novos componentes. Este modelo foi colocado à venda no mercado internacional. A fim de evitar o problema do embargo e da dependência da indústria estrangeira, a usina do Tipo 90-I foi substituída pelo equivalente doméstico chinês e denominado Tipo 90-II. No entanto, o resultado foi decepcionante, sua confiabilidade não atendeu ao padrão nas condições áridas do norte da China e no clima desértico severo do Paquistão.
Este tanque foi desenvolvido em conjunto pelo Instituto 201 de Pequim (antigamente Instituto de Pesquisa de Veículos do Norte da China) e pela Fábrica 617 da Mongólia Interior (anteriormente Primeira Corporação do Grupo de Máquinas da Mongólia Interior). O Tipo 90 é o primeiro tanque chinês a incorporar o conceito de desenho modular para sua blindagem. O arco frontal da torre é um projeto modular de modo que, quando uma couraça composta mais avançada é desenvolvida, ela pode substituir prontamente a couraça composta mais antiga.
Para superar as deficiências da usina nessas versões anteriores do Tipo 90, foi escolhido um motor a diesel ucraniano 6TD. O projeto final do tanque Tipo 90-II foi designado Tipo 90-IIM . A empresa chinesa Norinco mostrou o novo Tipo 90-IIM durante a Expo de Defesa de Abu Dhabi em março de 2001, sob o nome de exportação MBT 2000. A versão movida pelo motor ucraniano, destinada à produção doméstica no Paquistão, foi batizada de Al-Khalid. A seleção foi impressionante o suficiente para que o Paquistão decidisse adotar esta versão como seu tanque de batalha principal e 600 tanques foram programados para serem produzidos no Paquistão até 2007 com base no MBT-2000, que é a variante atualizada do Tipo 90-IIM.

### Tipo 96

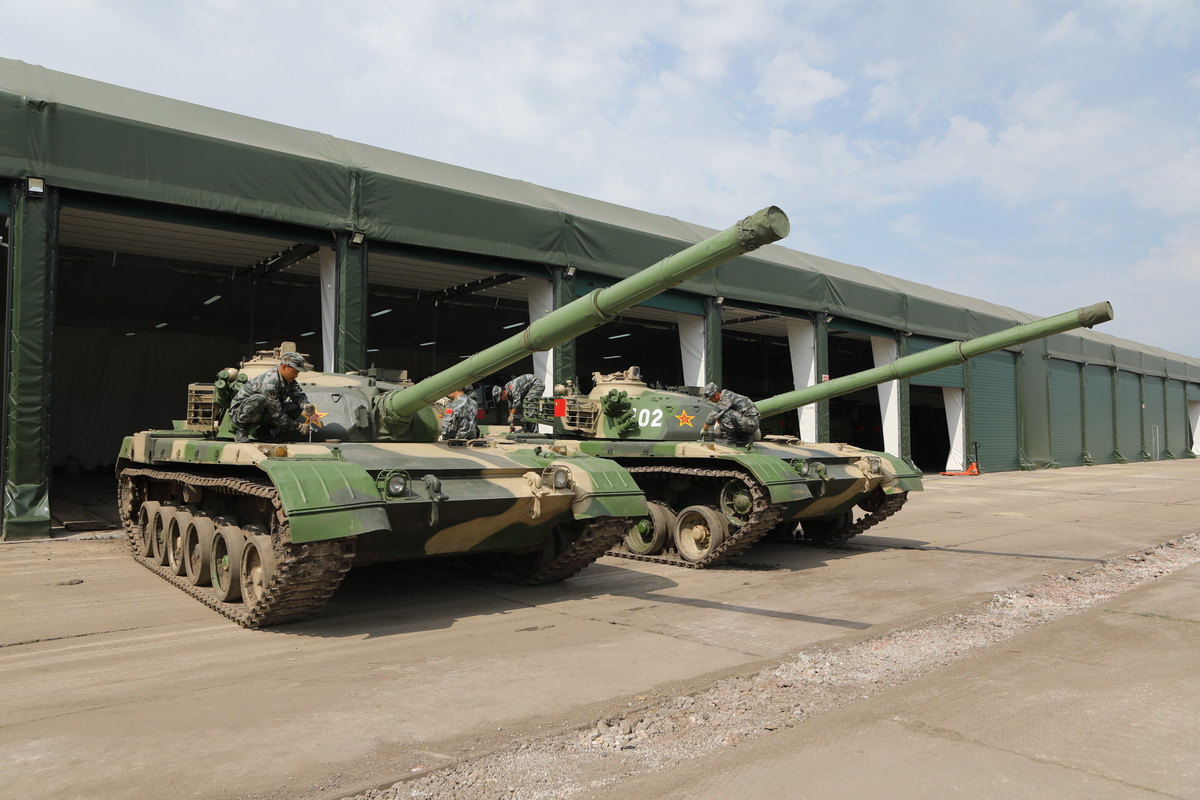
Tanque chinês Tipo 96.

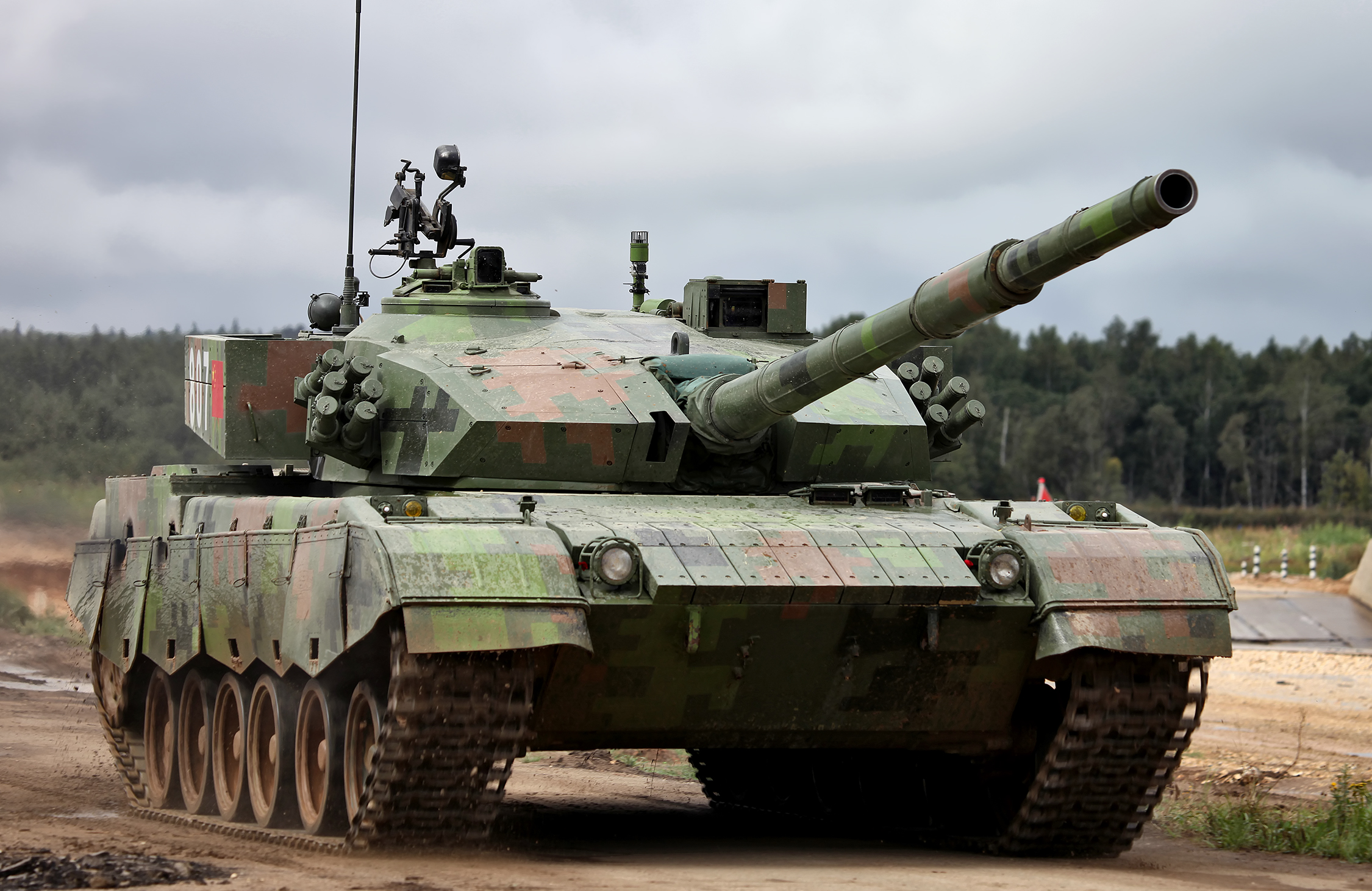
Tanque Tipo 96A.

O Tipo 96 apresenta um motor mais potente, eletrônica aprimorada e uma torre de estilo ocidental. O Tipo 96 foi desenvolvido a partir de um protótipo Tipo 85-IIM com um motor diesel de 780cv e blindagem reativa explosiva (ERA), e a experiência adquirida do Tipo 85, como o desenho de blindagem modular, esta versão foi aceita pelo EPL em 1996, e entrou em serviço em 1997. A produção do Tipo 88 parou quando o Tipo 96 se tornou disponível, e o Tipo 96 foi produzido em massa em maior número do que o Tipo 88, embora às vezes erroneamente referido como o Tipo 88C.

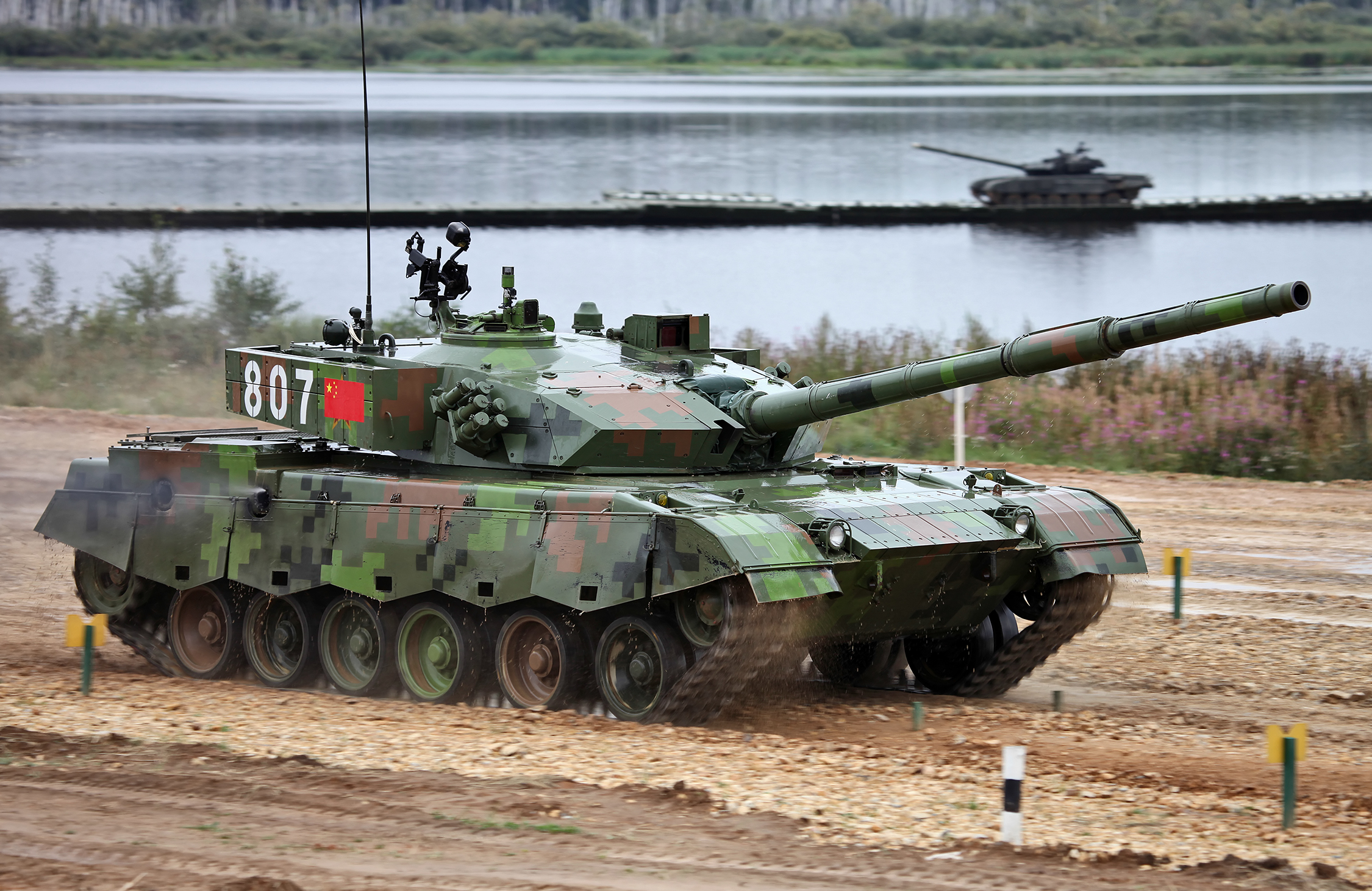
Tanque Tipo 96A no Biatlo de Tanques, na Rússia.

Fotos recentes sugerem que o Tipo 96 foi fortemente modificado com módulos de blindagem adicionais e blindagem reativa explosiva, semelhante às do Tipo 99. Sua eletrônica interna também pode ter sido atualizada para o padrão Tipo 99. Por sua vez, esta nova atualização é referida como Tipo 96A.
Em comparação com o Tipo 85 e o Tipo 88, o Tipo 96 apresenta um motor mais potente, eletrônica aprimorada e uma torre de estilo ocidental. O Tipo 96 foi fortemente modificado com módulos de blindagem adicionais e blindagem reativa explosiva em 2005, semelhante ao Tipo 99. Sua eletrônica interna também pode ter sido atualizada para o padrão Tipo 99. Da mesma forma, para a estratégia de dois tanques da União Soviética com o T-72 básico e o T-64 e T-80 de alta tecnologia, o Tipo 96 provavelmente se tornará o principal tanque de batalha padronizado em serviço com o EPL ao longo da década, enquanto o Tipo 99, mais avançado e caro, é reservado para suas unidades de elite.

### Tipo 98/99

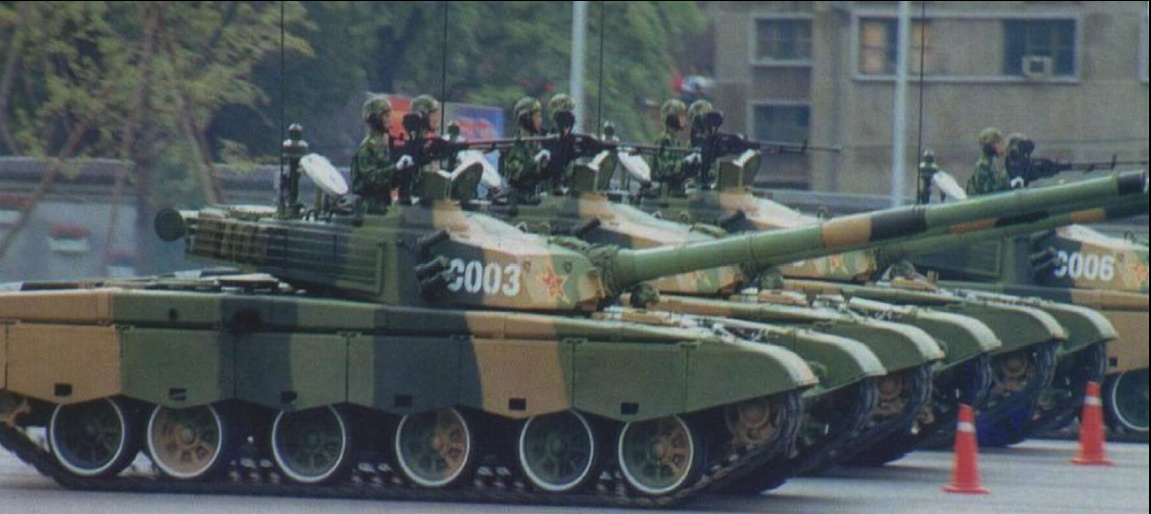
Tanque chinês Tipo 98.

Na primavera de 1989, a Norinco assinou um contrato com o governo chinês para fabricar o Tipo 99. No início do ano seguinte, sua Fábrica 617 produziu o primeiro protótipo do Tipo 99. Em 1993, a blindagem frontal do Tipo 99 foi aumentada de 600mm para 700mm para atender às especificações do governo. Em agosto de 1994, dois protótipos produzidos pela Norinco foram submetidos a testes de durabilidade climática no sul da China. Durante os testes, os protótipos percorreram 3.800 quilômetros e 200 tiros foram disparados. Em setembro de 1994, testes de confiabilidade e vau foram realizados nas regiões de Tuoli e Huiahuling fora de Pequim. Além disso, de 1995 a 1996, três protótipos foram submetidos a testes de clima ártico no condado de Tahe, em Heilongjiang.

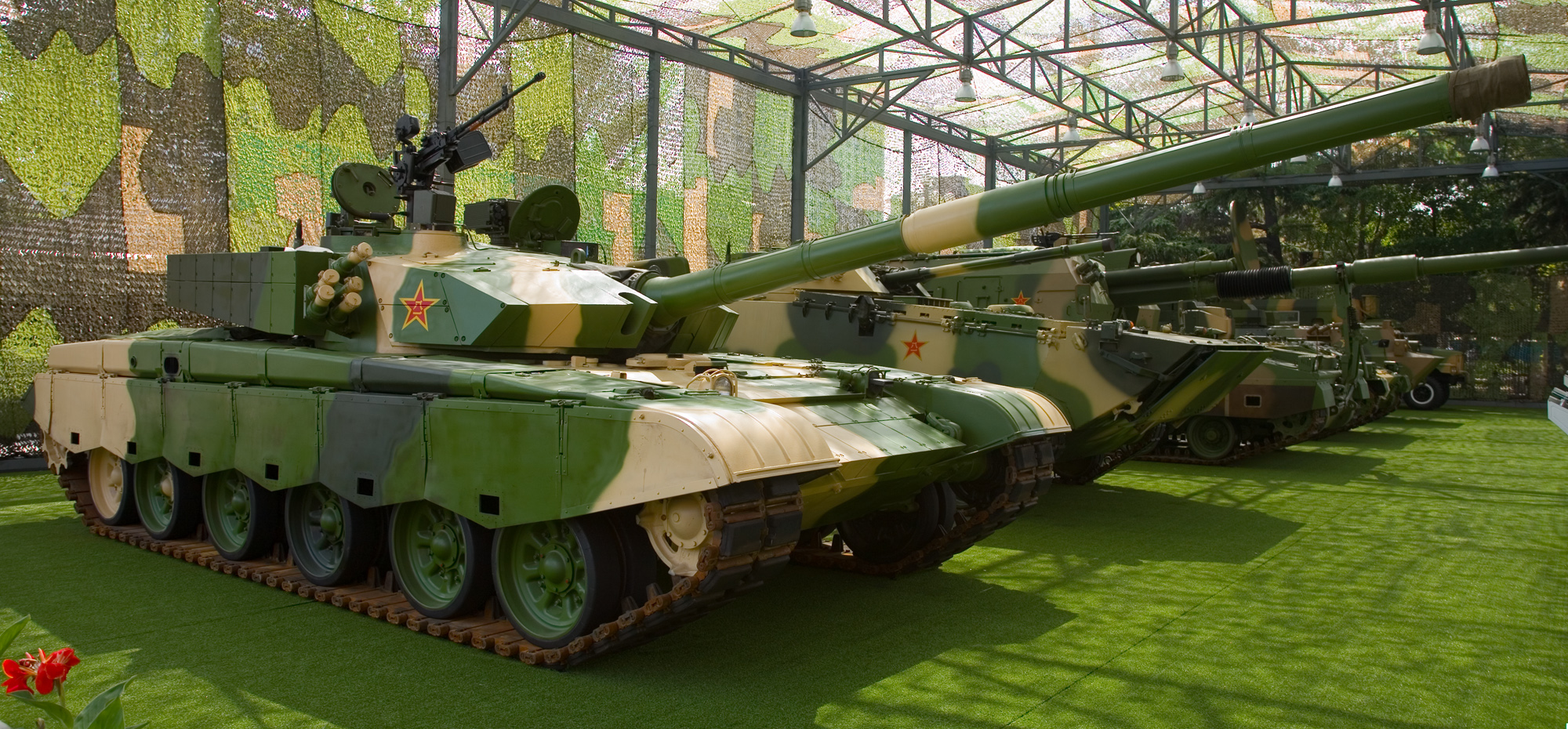
Tanque chinês Tipo 99.

Em 12 de março de 1996, o projeto Tipo 99 formalmente entrou na fase final de desenvolvimento. Em maio de 1996, a Fábrica 617 da Norinco iniciou a montagem de um protótipo finalizado. No final de dezembro de 1996, dois protótipos finalizados foram novamente transportados para Tahe para mais testes no Ártico. No período de testes de dois meses, os protótipos percorreram um total de 6.900 quilômetros e 20 programas de testes do governo foram concluídos. No final de 1997, quatro protótipos finalizados passaram por testes adicionais, percorrendo um total de 20.000 quilômetros e disparando 760 tiros. Finalmente, no final de 1999, após mais de cinco anos de extensos testes do governo, o projeto do T-98 (designação industrial chinesa: 9910), como era então conhecido, foi totalmente concluído. Seu poder de fogo, sistemas de controle, blindagem e eletrônica foram considerados pelo exército como tendo atingido ou superado os objetivos originais do projeto. A produção em pequena escala do T-98 foi iniciada a tempo do tanque ser apresentado no desfile do Dia Nacional da RPC em 1999.

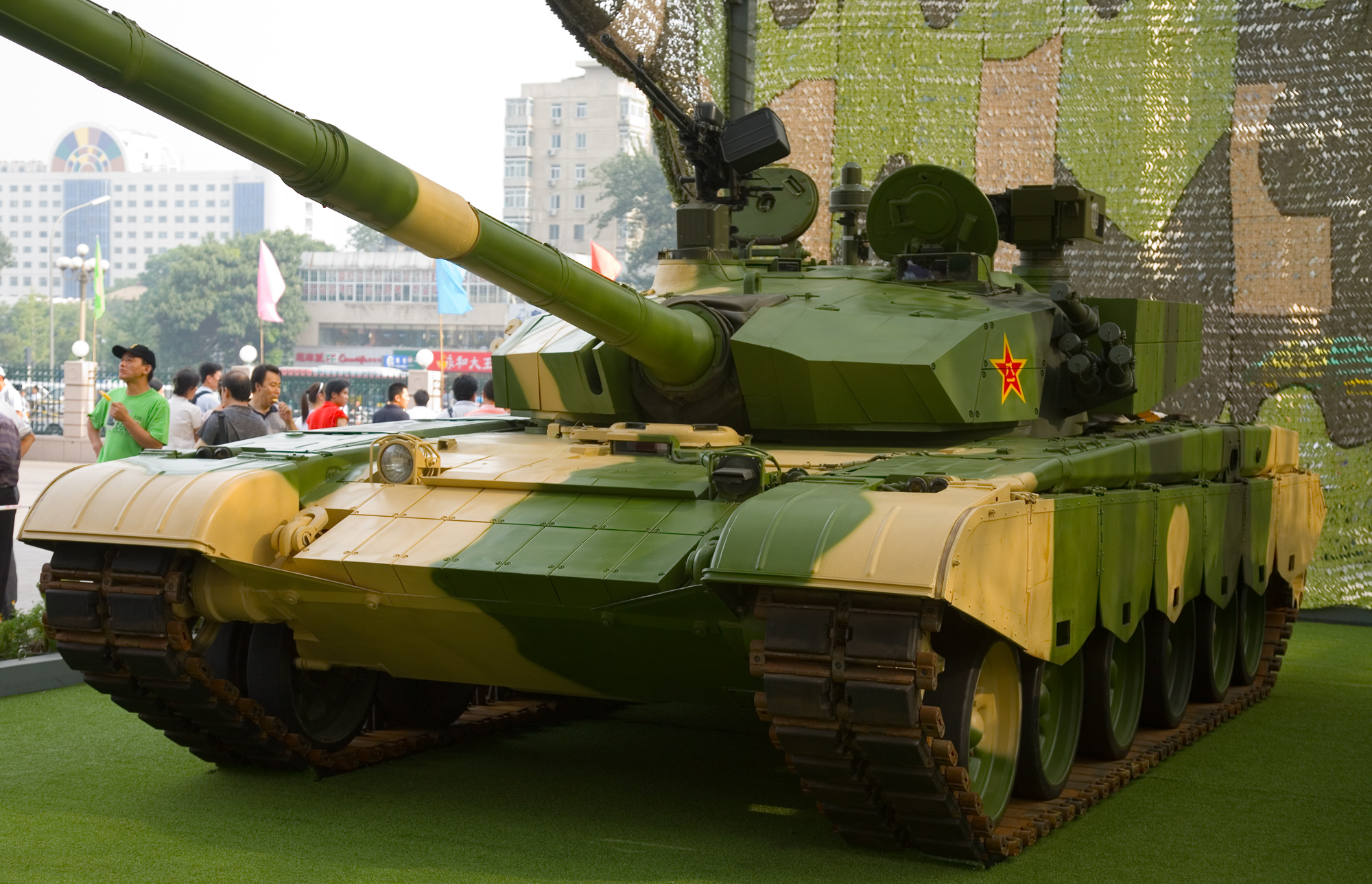
Um tanque Tipo 99 no Museu Militar da Revolução Popular da China.

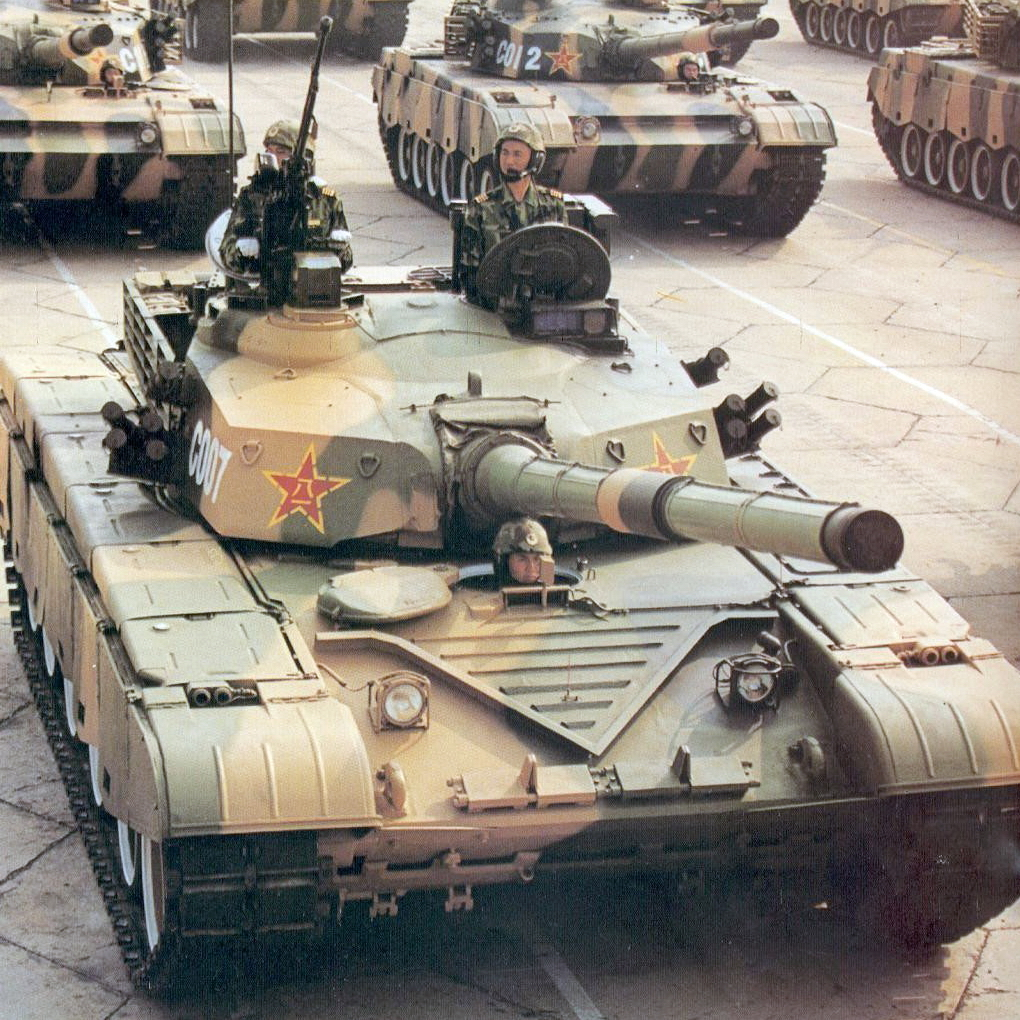
Tanque Tipo 98 visto aqui em ensaio para a Parada Militar do Dia Nacional de 1º de outubro de 1999.

Após a conclusão do T-98, a pesquisa de versões aprimoradas do tanque continuou dentro do governo chinês. Esses programas produziram o Tipo 99, uma iteração refinada do T-98 com um registro melhor de confiabilidade. No final de 2001, o primeiro lote de 40 tanques Tipo 99 entrou em serviço no Exército regular. O T-98 acabou dando lugar ao que hoje é conhecido como Tipo 99, que foi oficialmente revelado pelo governo em 2001. A versão final do Tipo 99 incluía um motor de 1.500 cavalos de potência, em oposição ao trem de força de 1.200 cavalos de seu antecessor imediato. Também foram adicionadas uma placa de blindagem inclinada em forma de flecha no estilo do Leopard 2A5 na frente da torre e camadas adicionais de blindagem composta nas laterais.

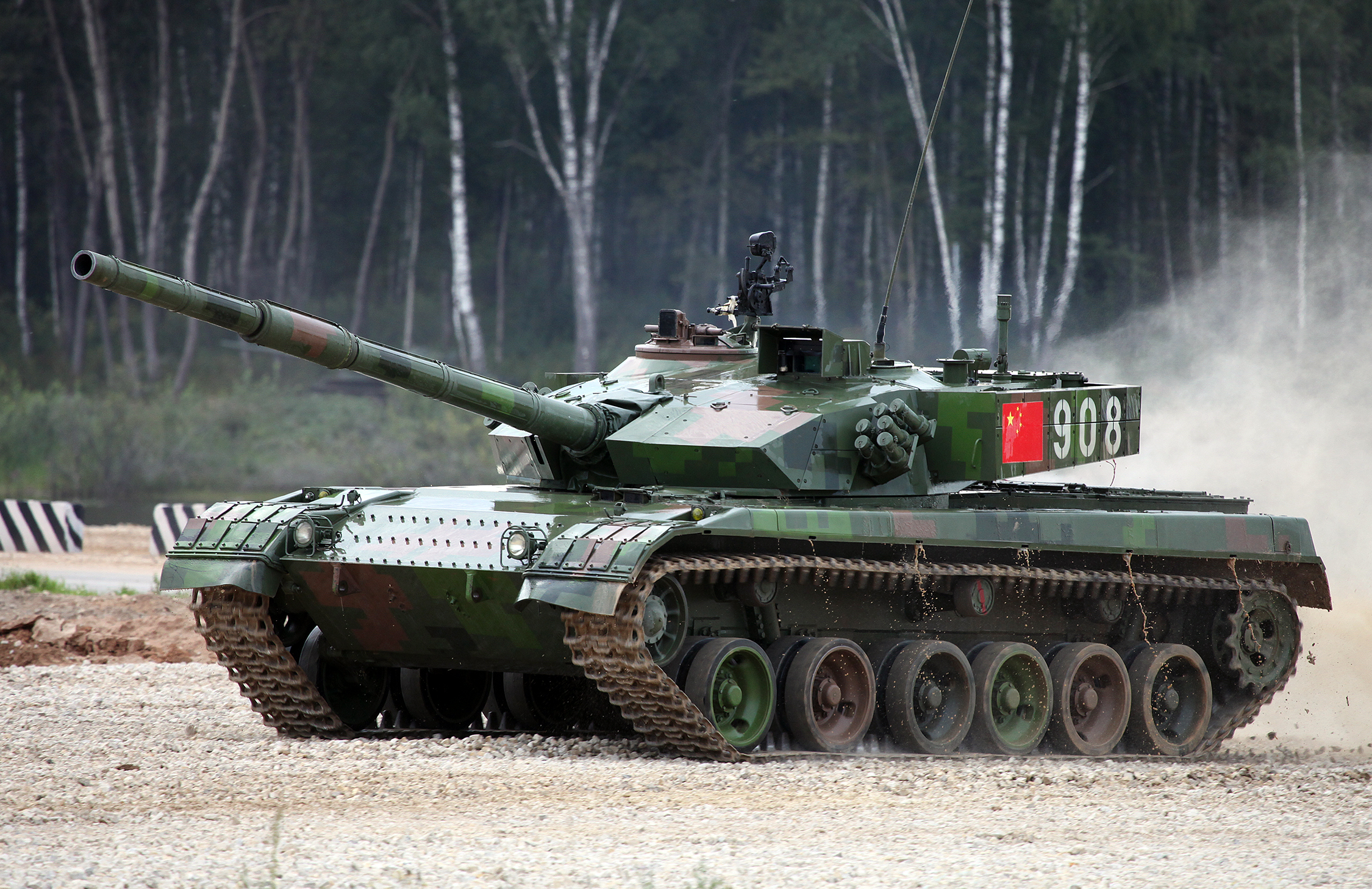
Tanque chinês Tipo 96A no Biatlo de Tanques em Alabino, na Rússia.

O tanque 9910 (protótipo do Tipo 99) tinha um chassis semelhante ao T-72 ou T-80, embora tivesse uma torre soldada como a maioria dos tanques ocidentais. O objetivo era criar um tanque que pudesse derrotar o T-80 soviético e se aproximar das capacidades do Leopard 2 alemão. A produção em pequena escala do tanque 9910 foi iniciada a tempo do tanque ser apresentado no desfile do Dia Nacional da RPC em 1999. Após a conclusão do tanque 9910, a pesquisa em versões aprimoradas do tanque continuou dentro do governo chinês, eventualmente dando origem ao próximo projeto chinês, esses programas produziram o Tipo 99. No final de 2001, o primeiro lote de 40 tanques Tipo 99 entrou em serviço no Exército regular.

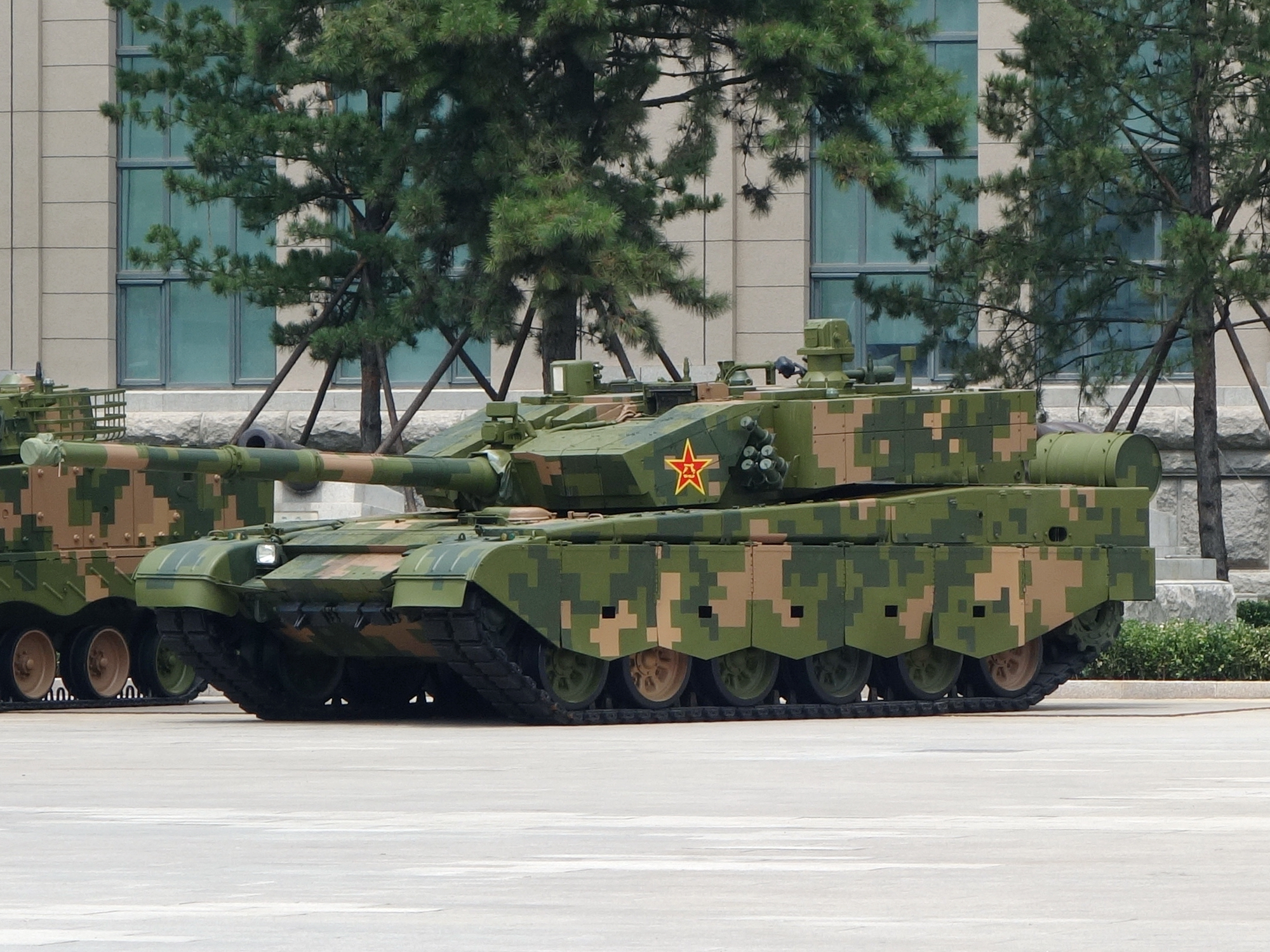
Tanque ZTZ-99A.

O Tipo 99, também conhecido como ZTZ-99 e WZ-123, desenvolvido a partir do tanque 9910 (por sua vez, um desenvolvimento do Tipo 98), é um tanque principal de batalha (MBT) de terceira geração do Exército Popular de Libertação da China. É feito para competir com outros tanques modernos. Embora não se espere que seja adquirido em grande número devido ao seu alto custo em comparação com o mais econômico Tipo 96, é atualmente o MBT mais avançado da China. O site ArmyTechnology.com considera o ZTZ99 MBT um dos 12 melhores tanques do mundo,  e é um sucessor do tanque Tipo 88 fabricado para o Exército Popular de Libertação (EPL). Três versões principais do Tipo 99 foram desdobrados, o protótipo Tipo 99, Tipo 99 e Tipo 99A, incorporando sistema de armas aprimorado, novo sistema de proteção ativa e eletrônica avançada.

### Tipo 15
O Tipo 15 é um tanque de batalha principal leve fabricado pela NORINCO. O modelo do tanque Tipo 15 apareceu pela primeira vez na exposição Grande Mudança: Uma grande exposição comemorando o 40º Aniversário da Reforma e Abertura, realizada no Museu Nacional da China em 13 de novembro de 2018 e 20 de março de 2019.